# Listă de autori de literatură pentru copii
Aceasta este o listă de scriitori de literatură pentru copii în ordine alfabetică:
Cuprins: Început - 0–9 A B C D E F G H I J K L M N O P Q R S T U V W X Y Z

## A

Tudor Arghezi

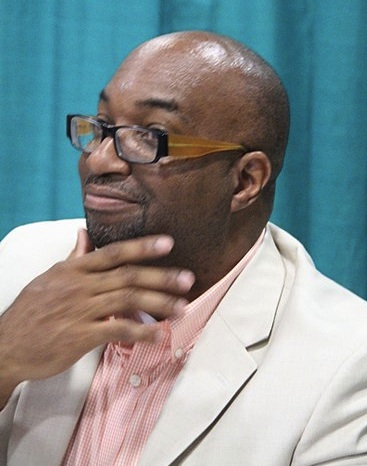
Kwame Alexander

- Verna Aardema (1911–2001) – Why Mosquitoes Buzz in People's Ears
- Rafael Ábalos (născut în 1956) – Grimpow
- Tony Abbott (născut în 1952) – The Secrets of Droon, Danger Guys
- Joan Abelove (născut în 1945) – Go and Come Back
- Chris van Abkoude (1880–1960) – Pietje Bell  - serie, Little Crumb
- Socorro Acioli (născut în 1975) – The Ghost Dancer
- Ion Acsan  (1932 – 2013) – Povestirile unui șoarece de bibliotecă[1]
- Richard Adams (1920–2016) – Watership Down
- Jean Adamson (născut în 1928) – Topsy and Tim
- Felix Aderca (1891-1962) - „Vreți să descoperim America? Fantasticele călătorii ale lui Cristofor Columb”
- C. S. Adler (născut în 1932) – Magic of the Glits, Ghost Brother
- David A. Adler (născut în 1947) – Cam Jansen  - serie, The Babe and I
- Esop (620 - 560 î.Hr.) – Fabule
- Ion Agârbiceanu (1882-1963) - Nepoata lui moș Mitruț
- Joan Aiken (1924–2004) – The Wolves of Willoughby Chase, Arabel and Mortimer  - serie, A Necklace of Raindrops
- Vivien Alcock (1924–2003) – The Haunting of Cassie Palmer
- Louisa May Alcott (1832–1888) – Little Women, The Brownie and the Princess
- Kwame Alexander (născut în 1958) – The Crossover
- Lloyd Alexander (1924–2007) – The Chronicles of Prydain  - serie, Westmark - trilogie
- Sue Alexander (1933–2008) – Nadia the Willful
- Horatio Alger, Jr. (1832–1899) – Ragged Dick
- Mabel Esther Allan (1915–1998) – Over the Sea to School, Ballet for Drina, The Ballet Family
- David Almond (născut în 1951) – Skellig, Heaven Eyes, Kit's Wilderness
- Joseph Alexander Altsheler (1862–1919) – The Young Trailers  - serie, The Civil War  - serie
- Julia Alvarez (născut în 1950) – Tia Lola  - serie
- Hans Christian Andersen (1805–1875) – "Regina Zăpezilor", "Mica sirenă", "Rățușca cea urâtă", "Hainele cele noi ale împăratului", "Prințesa și bobul de mazăre", "Degețica"
- Lena Anderson (născut în 1939) – Tea for Ten, Tick-Tock
- Sam Angus (născut în 1967) – Soldier Dog, The House on Hummingbird Island
- Charlotte Anley (1796–1893) – Influence: A Moral Tale for Young People (1822)
- Ion Anton (născut în 1950) – De ce?
- K. A. Applegate (născut în 1956) – Animorphs, Remnants, Everworld  - serie
- Victor Appleton (pseudonim al unor autori publicați de editura Stratemeyer din 1910) – Tom Swift  - serie
- Philip Ardagh (născut în 1961) – Eddie Dickens  - serie, Unlikely Exploits  - serie
- Edward Ardizzone (1900–1979) – Tim All Alone, Tim and the Brave Sea Captain (ilustrații ale autorului)
- Tudor Arghezi (1880-1967) – Prisaca, Tablete din Țara de Kuty, Cartea cu jucării, Zdreanță
- Laura Adams Armer (1874–1963) – Waterless Mountain
- William H. Armstrong (1914–1999) – Sounder
- Elizabeth Arnold (născut în 1944) – The Parsley Parcel
- Tedd Arnold (născut în 1949) – No Jumping on the Bed!, Parts
- Frank Asch (născut în 1946) – I Can Blink
- Bernard Ashley (născut în 1935) – The Trouble with Donovan Croft, Dodgem, Little Soldier
- M. E. Atkinson (1899–1974) – August Adventure, Smugglers' Gap, Mystery Manor
- Margaret Atwood (născut în 1939) – Up in the Tree, Princess Prunella and the Purple Peanut
- Cécile Aubry (1928–2010) – Belle et Sébastien
- Martin Auer (născut în 1951) – Now, Now, Markus, The Blue Boy
- Steve Augarde (născut în 1950) – The Various, Celandine
- Jonathan Auxier (născut în 1981) – The Night Gardener, Sweep: The Story of a Girl and Her Monster
- Esther Averill (1902–1992) – The Cat Club, The Fire Cat
- Gillian Avery (1926–2016) – The Warden's Niece, The Elephant War, A Likely Lad
- Harold Avery (1869–1943) – The Triple Alliance, Play the Game
- Avi (născut în 1937) – Crispin: The Cross of Lead, The True Confessions of Charlotte Doyle
- Christopher Awdry (născut în 1940) – seria Locomotiva Thomas și prietenii săi #27–40
- Wilbert Awdry (1911–1997) – seria Locomotiva Thomas și prietenii săi  #1–26

## B

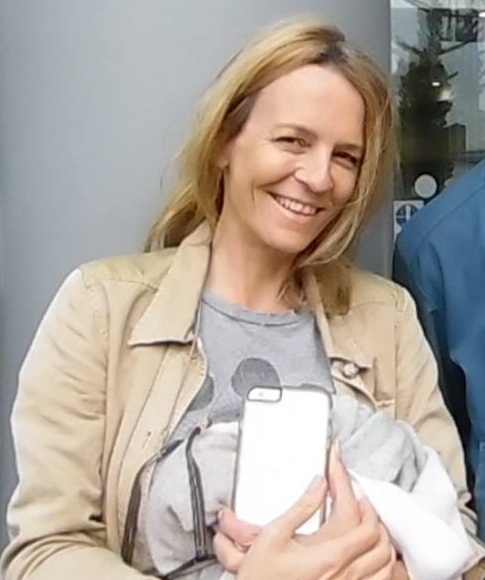
Georgia Byng

- Natalie Babbitt (1932–2016) – Bărbatul în costum galben, Knee-Knock Rise, The Search for Delicious
- Maria Baciu (născut în 1942) – Ghetuțele copilăriei
- Enid Bagnold (1889–1981) – Vis de glorie
- Bob Balaban (născut în 1945) – McGrowl  - serie
- R. M. Ballantyne (1825–1894) – The Coral Island
- Blue Balliett (născut în 1955) – Chasing Vermeer, The Wright 3, The Calder Game
- Lynne Reid Banks (născut în 1929) – Indianul din dulap  - serie
- Helen Bannerman (1862–1946) – Little Black Sambo
- Shirley Barber (născut în 1935) – The Tale of Martha B. Rabbit, A Wedding in Fairyland
- Clive Barker (născut în 1952) – The Thief of Always
- Joyce Barkhouse (1913–2012) – Pit Pony
- Jill Barklem (născut în 1951) – Brambly Hedge
- Steve Barlow  and Steve Skidmore – Outernet  - serie
- Kitty Barne (1883–1961) – She Shall Have Music,  Family Footlights, Visitors from London, Rosina Copper
- Kelly Barnhill (living) – The Girl Who Drank the Moon
- J. M. Barrie (1860–1937) – Peter Pan
- T. A. Barron (născut în 1952) – The Lost Years of Merlin
- Dave Barry (născut în 1949) – Peter and the Starcatchers  - serie
- Margaret Stuart Barry (născut în 1958) – Simon and the Witch
- Nicolae Batzaria (1874 - 1952) - Haplea la București, Povești de aur
- Graeme Base (născut în 1958) – Animalia
- L. Frank Baum (1856–1919) – Vrăjitorul din Oz  - serie
- Hans Baumann (1914–1988) – Sons of the Steppe, I Marched with Hannibal
- Nina Bawden (1925–2012) – Carrie's War, The Witch's Daughter, The Peppermint Pig
- "BB" (D. J. Watkins-Pitchford) (1905–1990) – The Little Grey Men, Down the Bright Stream, Bill Badger and the Pirates
- S. G. Hulme Beaman (1887–1932) – Toytown -  povestiri
- Jerome Beatty Jr (1916–2002) – Matthew Looney space  - serie
- Aaron Becker (născut în 1974) – Journey, Quest, Return
- Thea Beckman (1923–2004) – Crusade in Jeans, Children of Mother Earth  - serie
- Frank Beddor – The Looking Glass Wars  - serie
- Olga Bede (1908 – 1985)
- John Bellairs (1938–1991) – Misterul ceasului din peret
- Hilaire Belloc (1870–1953) – Cautionary Tales for Children, The Bad Child's Book of Beasts, More Beasts for Worse Children
- Ludwig Bemelmans (1898–1962) – Madeline
- Derek Benz (născut în 1971) – Grey Griffins
- Berechiah ha-Nakdan (sec. 12-13) – Mishle Shualim, Fables of a Jewish Aesop
- Stan și Jan Berenstain (1923–2005 și  1923–2012) – Urșii Berenstain  - serie
- Elisabeth Beresford (1928–2010) – The Wombles
- Leila Berg (1917–2012) – Nippers  - serie
- Paul Berna (1908–1994) – A Hundred Million Francs, The Street Musician, Flood Warning
- Vladimir Beșleagă (născut în 1931) - Zbânțuilă, Vacanța mea,  Buftea, Gălușca lui Ilușca, Vrei să zbori la lună?[2]
- Luc Besson (născut în 1958) – Arthur și Minimoys  - serie
- Vitaly Bianki (1894–1959) – Whose Nose is Better?
- John Bibee (1954–2018) – Spirit Flyer  - serie
- David Biedrzycki (născut în 1955) – Ace Lacewing: Bug Detective, Me and My Dragon, Santa Retires
- Paul Biegel (1925–2006) – The King of the Copper Mountains, The Little Captain, The Elephant Party
- Margaret Biggs (născut în 1929) – Melling School  - serie
- Franny Billingsley (născut în 1954) – Well Wished, Big Bad Bunny
- Claire Huchet Bishop (1899–1993) – The Five Chinese Brothers, All Alone, The Big Loop
- Christina Björk (născut în 1938) – Linnea in Monet's Garden
- Holly Black (născut în 1971) – Cronicile Spiderwick, Beyond the Spiderwick Chronicles, Tithe, Valiant
- Malorie Blackman (născut în 1962) – Noughts & Crosses, Pig Heart Boy, Cloud Busting
- Clair Blank (1915–1965) – Beverly Gray  - serie de mister
- Ana Blandiana (născut în 1942) - Ochiul de greier, Întâmplări din grădina mea
- Judy Blume (născut în 1938) – Mai ești acolo, Doamne? Sunt eu, Margaret,[3] Povestea unui omuleț din clasa a IV-a[4]  - serie
- Enid Blyton (1897–1968) – Noddy  - serie, The Famous Five  - serie, The Secret Seven  - serie, The Magic Faraway Tree  - serie, Sunny Stories magazine
- T. O. Bobe (n. 1969) - Darul lui Moș Crăciun
- Dimitrie Bolintineanu, Legende istorice
- Michael Bond (1926–2017) – Un urs pe nume Paddington[5]  - serie
- Nancy Bond (născut în 1945) – A String in the Harp
- Ruskin Bond (născut în 1934) – The Room on the Roof, The Blue Umbrella, Angry River
- Veronica Bonilla (născut în 1962) – The Platanario  - serie, Magic Dream
- Lucy M. Boston (1892–1990) – Green Knowe  - serie
- J. Allan Bosworth (născut în 1925) – White Water, Still Water, All the Dark Places
- Demostene Botez (1893 - 1973) - Povestea greierului, Povestea Mărgicăi[6]
- Chris Bradford (născut în 1974) – Young Samurai  - serie

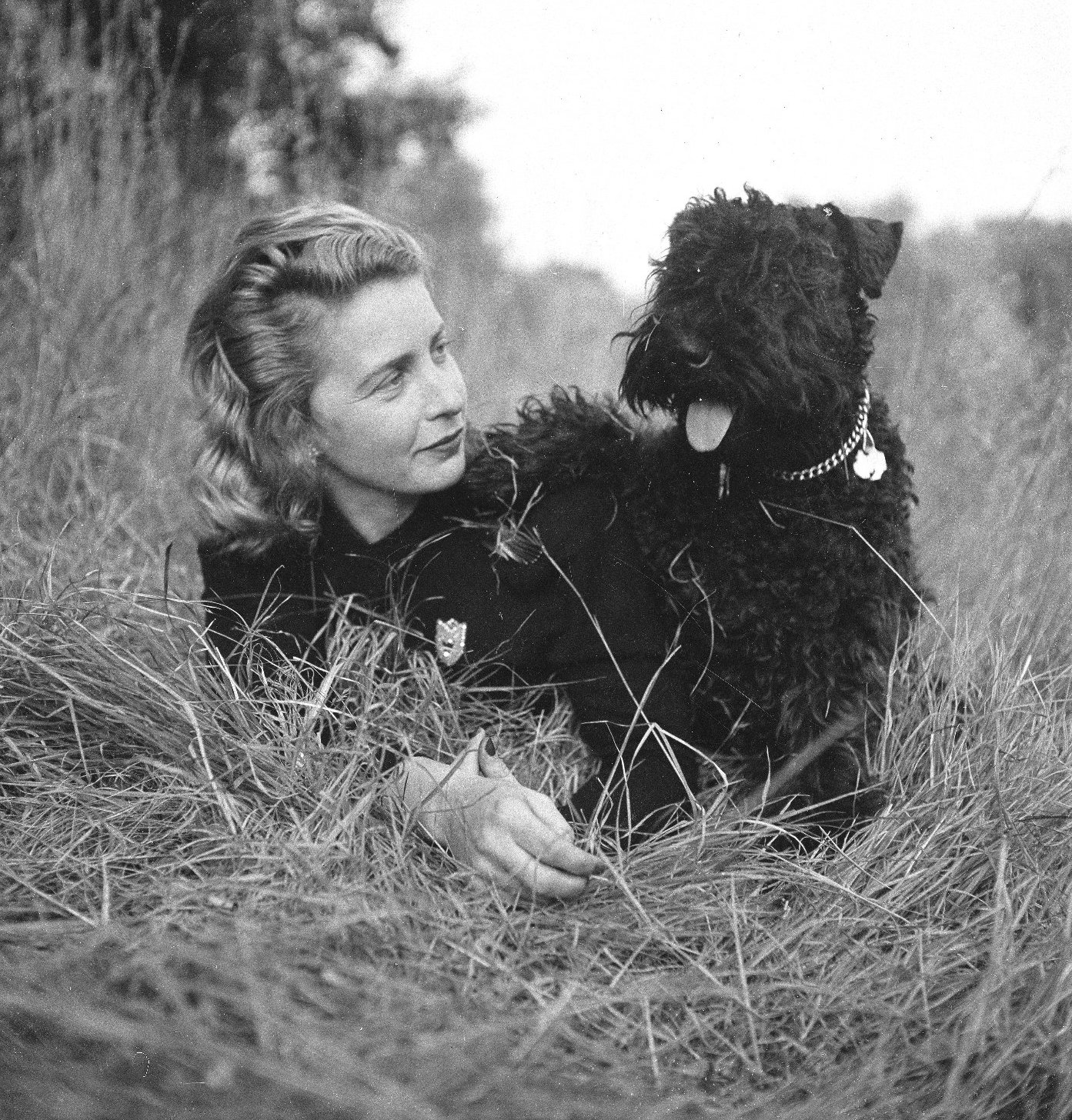
Margaret Wise Brown

- Tony Bradman (născut în 1954) – Dilly the Dinosaur  - serie
- Gillian Bradshaw (născut în 1956) – The Dragon and the Thief, The Land of Gold, Beyond the North Wind
- Christianna Brand (1907–1988) – Nurse Matilda  - serie (adapted as Nanny McPhee)
- Ann Brashares (născut în 1967) – Patru prietene și o pereche de blugi  - serie
- Ioan Alexandru Brătescu-Voinești  (1868 - 1946) - Niculăiță Minciună
- Angela Brazil (1868–1947) – The Nicest Girl in the School, For the Sake of the School, The Jolliest Term on Record
- Elinor Brent-Dyer (1894–1969) – Chalet School  - serie
- Jan Brett (născut în 1949) – Trouble with Trolls
- Thomas Brezina (născut în 1963) – The Knickerbocker Gang, Tom Turbo
- Rae Bridgman – The MiddleGate Books: The Serpent's Spell, Amber Ambrosia, Fish & Sphinx
- Katharine Mary Briggs (1898–1980) – Hobberdy Dick, Kate Crackernuts
- Robert Bright (1902–1988) – Georgie
- Carol Ryrie Brink (1895–1981) – Caddie Woodlawn, Baby Island
- Hesba Fay Brinsmead (1922–2003) – Pastures of the Blue Crane, Longtime Dreaming

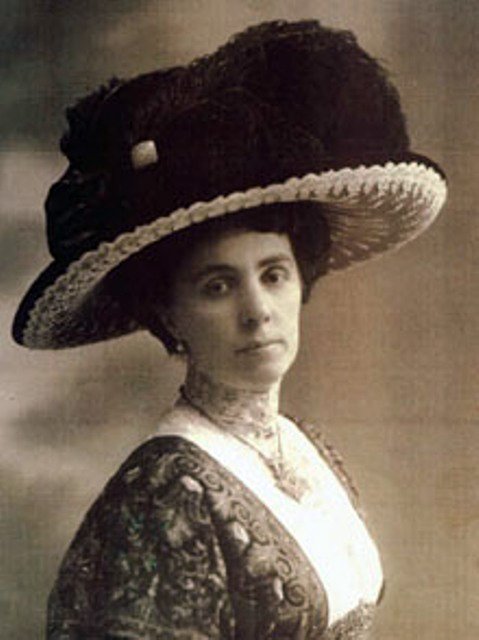
Ivana Brlić-Mažuranić

- Ivana Brlić-Mažuranić (1874–1938) – Čudnovate zgode šegrta Hlapića, Tales of Long Ago
- Frances Freeling Broderip (1830–1878) – Funny Fables for Little Folks
- Lauren Brooke – Heartland  - serie, Chestnut Hill  - serie
- Walter R. Brooks (1886–1958) – Freddy the Pig  - serie
- Marc Brown (născut în 1946) – Arthur  - serie
- Marcia Brown (1918–2015) – Puss in Boots
- Margaret Wise Brown (1910–1952) – Goodnight Moon, The Runaway Bunny
- Pamela Brown (1924–1989) – The Swish of the Curtain
- Frances Browne (1816–1879) – Granny's Wonderful Chair
- Jean de Brunhoff (1899–1937) – Babar the Elephant  - serie
- Jan Brzechwa (1900–1966) – Pan Kleks  - serie; și multe poezii pentru copii
- Anthony Buckeridge (1912–2004) – Jennings - povestiri de școală
- Maria Elizabeth Budden (c. 1780–1832) – Always Happy!!: Or, Anecdotes of Felix and his Sister Serena. A Tale
- Eve Bunting (născut în 1928) – Smoky Night
- John Bunyan (1628–1688) – Călătoria pelerinului (Călătoria creștinului)
- Robert J. Burch (1925–2007) – Queenie Peavy, Ida Early Comes Over the Mountain
- Della Burford (născut în 1946) – Journey to Dodoland, Magical Earth Secrets, Miracle Galaxy
- Anthony Burgess (1917–1993) – A Long Trip to Tea Time, The Land Where the Ice Cream Grows
- Gelett Burgess (1866–1951) – Goops  - serie; și multe poezii pentru copii inclusiv "Purple Cow"
- Thornton Burgess (1874–1965) – The Adventures of Danny Meadow Mouse, Old Mother West Wind
- Doris Burn (1923–2011) – Andrew Henry's Meadow, The Summerfolk
- Sheila Burnford (1918–1984) – The Incredible Journey
- Alice Hale Burnett (fl. early 20th c.) – The Merryvale Boys
- Frances Hodgson Burnett (1849–1924) – Mica Prințesă, Micul lord Fauntleroy, Grădina secretă[7]
- Hester Burton (1913–2000) – Time of Trial
- Virginia Lee Burton (1909–1968) – The Little House, Mike Mulligan and His Steam Shovel
- A. J. Butcher – Spy High  - serie
- Leo Butnaru (născut în 1949) – Papucei cu felinare, La desfrunzirea brăduților, Arlechinul și delfinul, Ceasornicul din măr, O umbrelă cu dantelă, Cu ce seamănă norii?, Căruțul cu îngeri, Punguța cu patru bani, Călător în Țara piticilor, Melcul și semaforul
- Betsy Byars (născut în 1928) – Summer of the Swans, Tornado
- Georgia Byng (născut în 1965) – Molly Moon's Incredible Book of Hypnotism, Molly Moon Stops the World

## C

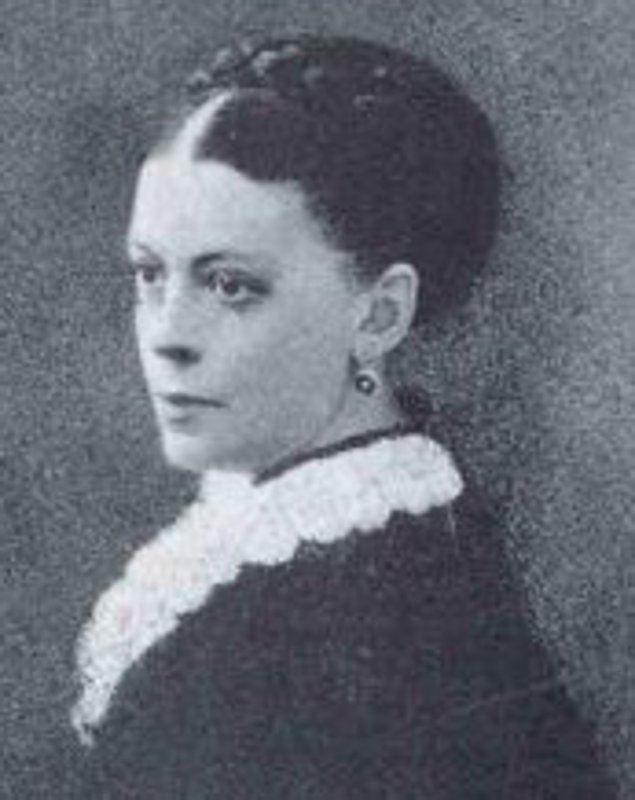
Susan Coolidge

- Meg Cabot (născut în 1967) – The Princess Diaries, Allie Finkle's Rules for Girls
- Eleanor Cameron (1912–1996) – The Wonderful Flight to the Mushroom Planet, The Court of the Stone Children
- Joanna Campbell (născut în 1946) – Thoroughbred  - serie
- Dorothy Canfield Fisher (1879–1958) – Understood Betsy
- Cao Wenxuan (născut în 1954) – Bronze and Sunflower
- William Cardell (1780–1828) – The Story of Jack Halyard, the Sailor Boy
- Rosa Nouchette Carey (1840–1909) – Not Like Other Girls, Heriot's Choice
- Eric Carle (născut în 1929) – Omida mâncăcioasă, The Very Busy Spider
- Natalie Savage Carlson (1906–1997) – The Happy Orpheline, The Family Under the Bridge, The Empty Schoolhouse
- Isobelle Carmody (născut în 1958) – The Legend of Little Fur, Magic Night, Obernewtyn Chronicles
- Lewis Carroll (1832–1898) – Alice în Țara Minunilor, Alice în Țara Oglinzilor
- Anne Laurel Carter (născut în 1953) – The Shepherd's Granddaughter, Under a Prairie Sky
- Peter Carter (1929–1999) – The Sentinels, Children of the Book, Borderlands
- Petru Cărare (1935-2019) - Cale bună, Ionele!, Poiana veselă, Ionică Tropoțel
- Nina Cassian (1924, Galați - 2014) - Nică fără frică; Îl cunoașteți pe Tică?, Povestea a doi pui de tigru numiți Ninigra și Aligru
- Neelam Saxena Chandra (născut în 1969) – Five Tales, Tales from Sundervan, Pankhudiyaan, Chanda
- Scott Chantler (născut în 1972) – Two Generals, Three Thieves, NorthWest Passage
- Charles, Prince of Wales (născut în 1948) – The Old Man of Lochnagar
- Geoffrey Chaucer (c. 1343–1400) – Chanticleer and the Fox (from The Canterbury Tales)
- Nan Chauncy (1900–1970) – They Found a Cave, Tiger in the Bush, Devils' Hill, Tangara
- Simon Cheshire (născut în 1954) – Saxby Smart: Private Detective, Pants on Fire, Operation Sting
- Ruth Chew (1920–2010) – The Wednesday Witch, What the Witch Left, The Trouble with Magic
- Lauren Child (născut în 1965) – Charlie and Lola  - serie, Clarice Bean  - serie
- Irma Chilton (1930–1990) – Take Away the Flowers
- Iordan Chimet - "Lamento pentru peștișorul Baltazar",  Închide ochii și vei vedea Orașul, "Cîte-o gîză, cîte-o floare, cîte-un fluture mai mare"
- John Christopher (1922–2012) – The Prince in Waiting  - serie, The Tripods - trilogie
- Matt Christopher (1917–1997) – Wild Pitch, The Kid Who Only Hit Homers, Tough to Tackle
- Korney Chukovsky (1882–1969) – Moydodyr
- Mrs. Henry Clarke (1853–1908) – Miss Merivale's Mistake, Put to the Proof
- Pauline Clarke (1921–2013) – The Twelve and the Genii
- Beverly Cleary (născut în 1916) – Ramona Quimby  - serie
- Andrew Clements (1949–2019) – Frindle, A Week in the Woods
- Eleanor Clymer (1906–2001) – The Trolley Car Family
- Eoin Colfer (născut în 1965) – Artemis Fowl  - serie
- Sneed B. Collard III (născut în 1959) – Hangman's Gold, The Governor's Dog is Missing!, Dog 4491
- Suzanne Collins (născut în 1962) – The Underland Chronicles, The Hunger Games - trilogie
- Carlo Collodi (1826–1890) – The Adventures of Pinocchio
- Padraic Colum (1881–1972) – The King of Ireland's Son
- John Amos Comenius (1592–1670) – Orbis Sesualim Pictis (The Visible World in Pictures)
- Ying Chang Compestine (născut în 1963) – Secrets of the Terra-Cotta Soldier, The Chinese Emperor's New Clothes
- Harriet Theresa Comstock (1860–1925) – Molly the Drummer Boy, Janet of the Dunes
- Jane Leslie Conly (născut în 1948) – Racso and the Rats of NIMH, R-T, Margaret, and the Rats of NIMH, Crazy Lady!
- Susan Coolidge (1835–1905) – What Katy Did  - serie
- Barbara Cooney (1917–2000) – Chanticleer and the Fox, Miss Rumphius
- Susan Cooper (născut în 1935) – The Dark Is Rising  - serie, The Boggart
- Esther Copley (1786–1851) – Early Friendships
- Zizou Corder – Lionboy  - serie
- William Corlett (1938–2005) – The Magician's House  - serie
- Rachel Cosgrove (1922–1998) – The Hidden Valley of Oz
- John Cotton (1585–1652) – Milk for Babes catechism
- Bruce Coville (născut în 1950) – Space Brat, My Teacher is an Alien, Aliens Ate My Homework, The Unicorn Chronicles, Magic Shop  - serie
- Joy Cowley (născut în 1936) – The Silent One, Bow Down Shadrach
- Palmer Cox (1840–1924) – The Brownies  - serie
- John Coy (născut în 1958) – Night Driving, Crackback
- Joe Craig (născut în 1981) – Jimmy Coates  - serie

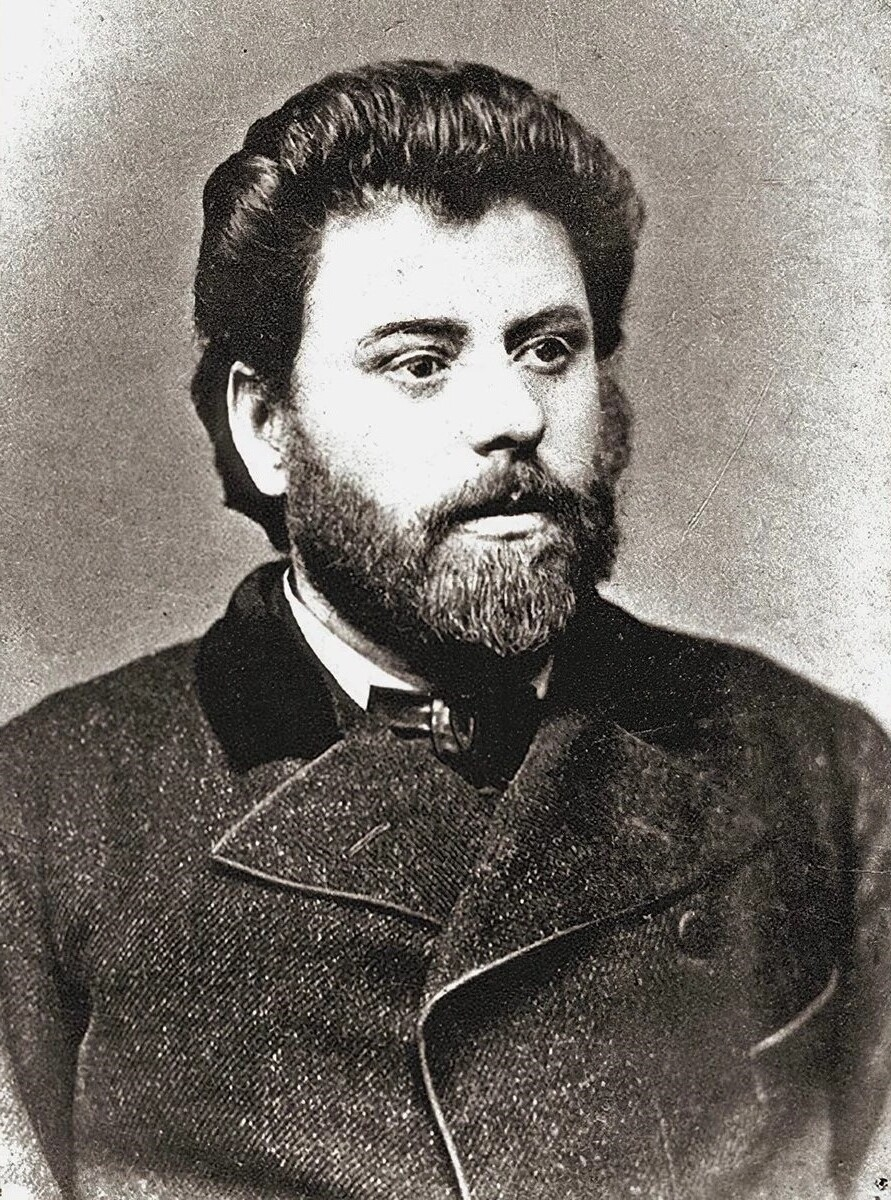
Ion Creangă

- Petre Crăciun (născut în 1962) – Cândva mă chema Codiță, Basme pentru familia mea
- Ion Creangă (1837-1889) -  Amintiri din copilărie, Capra cu trei iezi, Fata babei și fata moșneagului, Povestea lui Harap-Alb, Ivan Turbincă
- Sharon Creech (născut în 1945) – Walk Two Moons, Ruby Holler, Heartbeat
- Helen Cresswell (1934–2005) – The Bagthorpe Saga
- Richmal Crompton (1890–1969) – Just William
- Michael Cronin (născut în 1942) – Against the Day  - serie
- Gillian Cross (născut în 1945) – Wolf, The Great Elephant Chase, The Demon Headmaster  - serie
- Sarah Crossan – The Weight of Water, Apple and Rain, One
- Kevin Crossley-Holland (născut în 1941) – Storm, The Seeing Stone
- Catherine Crowe (1790–1872) – Pippie's Warning; or, Mind Your Temper
- Gabriella Csire (născut în 1938) – Turpi  - serie
- John Cunliffe (1933–2018) – Postman Pat  - serie; Rosie & Jim  - serie
- Jane Louise Curry (născut în 1932) – Abaloc  - serie, Poor Tom's Ghost, The Egyptian Box, The Black Canary

## D

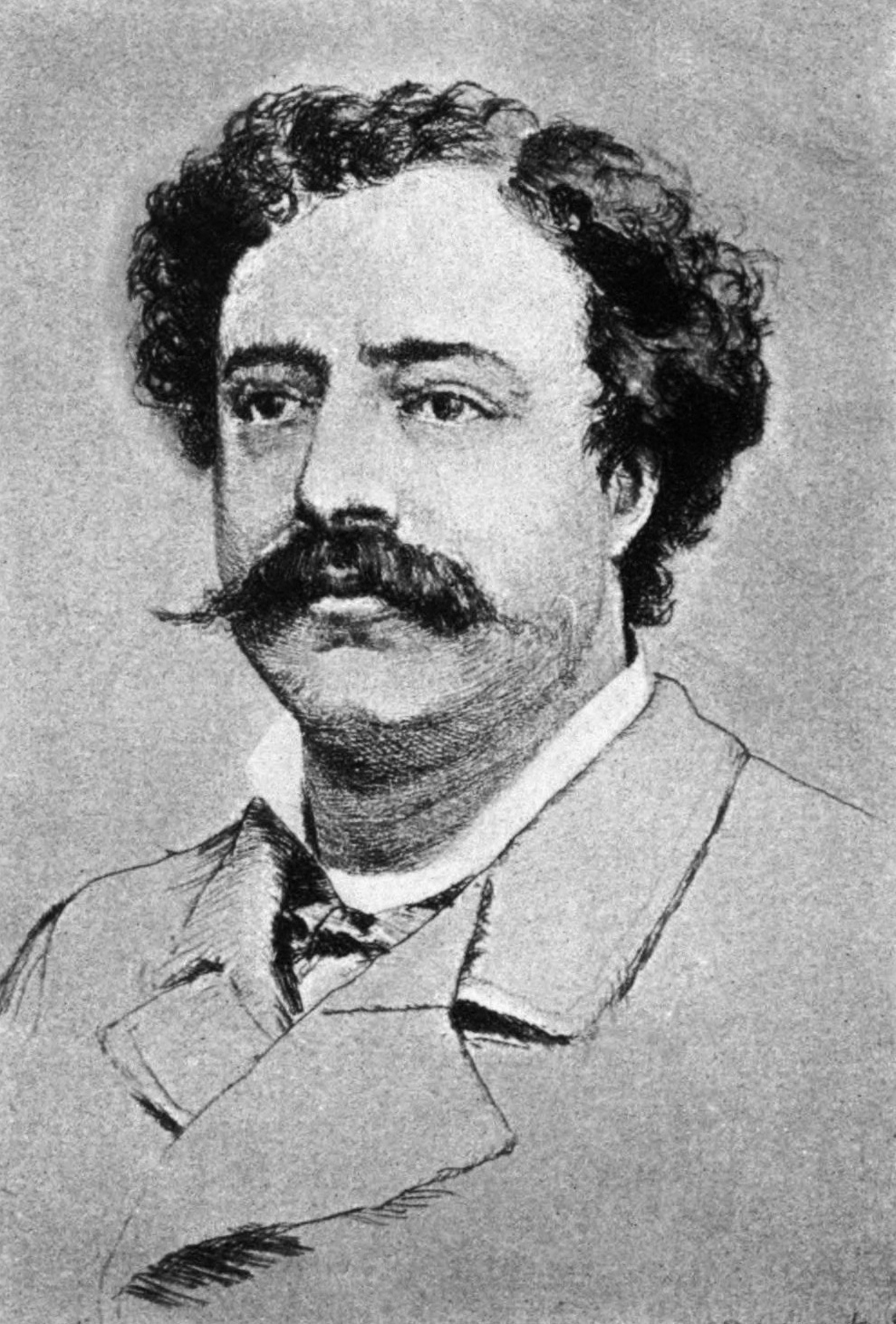
Edmondo De Amicis

- Debbie Dadey (născut în 1959) – The Adventures of the Bailey School Kids
- Roald Dahl (1916–1990) – Charlie și fabrica de ciocolată, Matilda, Marele Uriaș Prietenos,[8] James și piersica uriașă, Vrăjitoarele,[9] Fantastic Mr Fox
- Alice Dalgliesh (1893–1979) – The Bears on Hemlock Mountain, The Courage of Sarah Noble, The Silver Pencil
- Annie Dalton (născut în 1948) – Angels Unlimited  - serie, Afterdark  - serie
- David Scott Daniell (1906–1965) – Young English, Mission for Oliver, The Dragon and the Rose, By Jiminy
- Lucy Daniels (născut în 1960) – Animal Ark, Dolphin Diaries
- Paula Danziger (1944–2004) – The Cat Ate My Gymsuit, Amber Brown  - serie
- James Dashner (născut în 1972) – The 13th Reality  - serie
- Alphonse Daudet, Tartarin din Tarascon
- Alan Davidson (născut în 1943) – Annabel  - serie, Light, The Bewitching of Alison Allbright
- Stephen Mark Davies (născut în 1976) – Sophie  - serie, Hacking Timbuktu, Outlaw
- Lavinia R. Davis (1909–1961) – The Wild Birthday Cake, Buttonwood Island, Donkey Detectives
- Jean D'Costa (născut în 1937) – Escape to Last Man Peak
- Edmondo De Amicis (1846–1908) – Povestiri din volumul Cuore - Inimă de copil
- Marguerite de Angeli (1889–1987) – The Door in the Wall, Black Fox of Lorne, Bright April
- Jeanne de Cavally (1926–1992) – Pouê-pouê, le petit cabri
- Walter de la Mare (1873–1956) – The Three Mulla Mulgars, Songs of Childhood, Peacock Pie, Collected Stories for Children
- Silvana De Mari (născut în 1953) – Ultimul dragon
- Terry Deary (născut în 1946) – The Fire Thief, Master Crook's Crime Academy  - serie
- Daniel Defoe (1660–1731) – Robinson Crusoe
- Meindert DeJong (1906–1991) – The Wheel on the School, The House of Sixty Fathers
- Lavinia Derwent (1909–1989) – Tammy Troot, Sula
- Kate DiCamillo (născut în 1964) – Because of Winn Dixie, The Tale of Despereaux, The Miraculous Journey of Edward Tulane, Flora & Ulysses: The Illuminated Adventures
- Charles Dickens (1812–1870) – A Christmas Carol, The Magic Fishbone
- Peter Dickinson (1927–2015) – The Changes - trilogie, Tulku, City of Gold, Eva, The Kin
- Miep Diekmann (1925–2017) – The Haunted Island, Just a Street, Slave Doctor
- Anne Digby (născut în 1935) – Trebizon  - serie
- Thomas M. Disch (1940–2008) – The Brave Little Toaster, The Brave Little Toaster Goes to Mars
- Tony DiTerlizzi (născut în 1969) – The Spiderwick Chronicles, Beyond the Spiderwick Chronicles
- Franklin W. Dixon (Stratemeyer house pseudonim din 1927) – The Hardy Boys  - serie
- Rex Dixon (1908–1971) – Pocomoto  - serie
- Chris D'Lacey (născut în 1954) – The Fire Within  - serie
- Lynley Dodd (născut în 1941) – Hairy Maclary, Slinky Malinki
- Mary Mapes Dodge (1831–1905) – Hans Brinker or the Silver Skates
- Julia Donaldson (născut în 1948) – The Gruffalo, Monkey Puzzle, The Troll
- Amanda Minnie Douglas (1831–1916) – A Little Girl  - serie, Helen Grant  - serie, A Modern Cinderella
- Siobhan Dowd (1960–2007) – The London Eye Mystery, Bog Child
- Debra Doyle (născut în 1952) – School of Wizardry, Knight's Wyrd
- Roddy Doyle (născut în 1958) – Not Just for Christmas, Wilderness
- Tonke Dragt (născut în 1930) – The Letter for the King, The Secrets of the Wild Wood
- Crescent Dragonwagon (născut în 1952) – Always, Always, Home Place, Half a Moon and One Whole Star
- Anna Harriett Drury (also Harriet, 1824–1912) – The Three Half-Crowns: a story for boys, Richard Rowe's Parcel
- William Pène du Bois (1916–1993) – The Twenty-One Balloons
- Diane Duane (născut în 1952) – So You Want to Be a Wizard
- Tessa Duder (născut în 1940) – Alex Archer  - serie, Tiggie Tompson  - serie
- Florence Dugdale (1879–1937) – The Book of Baby Birds
- Lois Duncan (1934–2016) – I Know What You Did Last Summer, A Gift of Magic
- Jeanne DuPrau (născut în 1944) – The Books of Ember  - serie
- Christine Dzidrums (născut în 1971) – Cutters Don't Cry, Gabby Douglas: Golden Smile, Golden Triumph

## E

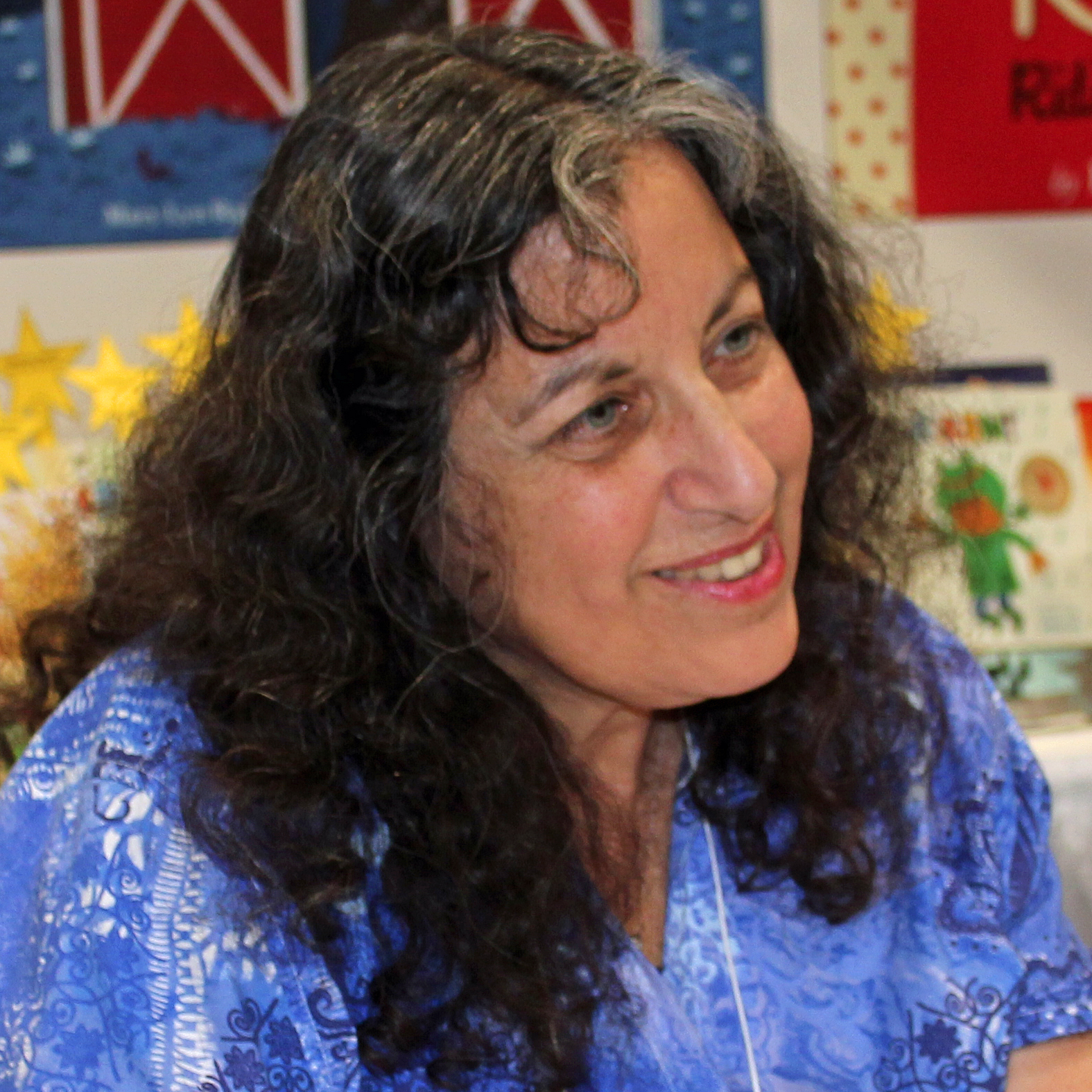
Margarita Engle

- Edward Eager (1911–1964) – Half Magic, Magic by the Lake, Knight's Castle, The Time Garden, The Well-Wishers, Magic or Not, Seven-Day Magic
- Marion Eames (1921–2007) – Sionyn a Siarli, Huw a'r Adar Aur, Y Tir Tywyll (in Welsh)
- Martin Ebbertz (născut în 1962) – Little Mr. Jaromir
- Philippe Ebly (1920-2014) - Les trois portes
- Dorothy Edwards (1914–1982) – My Naughty Little Sister, The Witches and the Grinnygog
- Julie Edwards (Dame Julie Andrews) (născut în 1935) – The Last of the Really Great Whangdoodles
- Leo Edwards (1884–1944) – Jerry Todd  - serie, Poppy Ott  - serie
- Monica Edwards (1912–1998) – Punchbowl Farm  - serie, Romney Marsh  - serie
- Stephen Elboz (născut în 1956) – The Byzantium Bazaar
- T. S. Eliot (1888–1965) – Old Possum's Book of Practical Cats
- E. C. Eliott (1908–1971) – Kemlo and Tas  - serie
- David Elliott (născut în 1947) – Bull, Evangeline Mudd and the Great Mink Escapade, Knitty Kitty
- Janice Elliott (1931–1995) – The Sword and the Dream
- Sarah Ellis (născut în 1952) – Pick-Up Sticks
- Jonathan Emmett (născut în 1965) – Bringing Down the Moon, Someone Bigger, The Princess and the Pig
- Michael Ende (1929–1995) – The Neverending Story, Momo, Jim Button și Lukas, mecanicul de locomotivă
- Margarita Engle (născut în 1951) – The Surrender Tree: Poems of Cuba's Struggle for Freedom
- Elizabeth Enright (1909–1968) – The Melendy  - serie, Thimble Summer, Gone-Away Lake
- John R. Erickson (născut în 1943) – Hank the Cowdog
- Eleanor Estes (1908–1988) – The Moffats, Rufus M., The Hundred Dresses, Ginger Pye
- Juliana Horatia Ewing (1841–1885) – A Flat Iron for a Farthing, The Story of a Short Life

## F

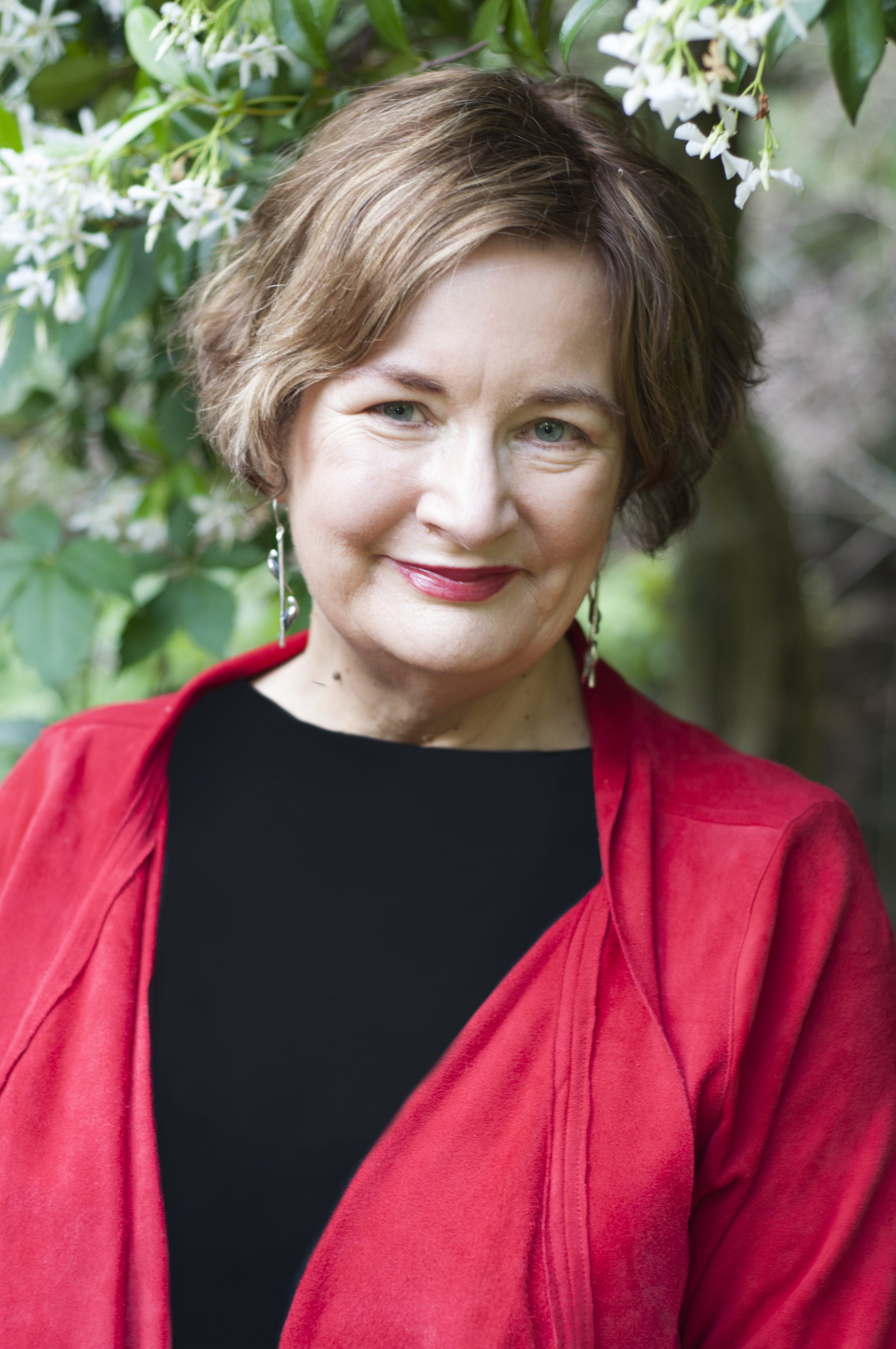
Jackie French

- Jean-Henri Fabre – Din lumea insectelor
- John Meade Falkner (1858–1932) – Moonfleet
- Eleanor Farjeon (1881–1965) – Martin Pippin in the Apple Orchard, The Little Bookroom
- Walter Farley (1915–1989) – The Black Stallion  - serie
- Nancy Farmer (născut în 1941) – The House of the Scorpion, The Ear, the Eye and the Arm, A Girl Named Disaster
- Penelope Farmer (născut în 1939) – Charlotte Sometimes, The Summer Birds, A Castle of Bone
- G. E. Farrow (1862 – c. 1920) – The Wallypug of Why, The Little Panjandrum's Dodo
- Gertrude Minnie Faulding (1875–1961) – Old Man's Beard and Other Tales
- Tim Federle – Better Nate Than Ever, The Great American Whatever
- Eliza Fenwick (1766–1840) – Mary and Her Cat, Visits to the Junior Library
- Ruby Ferguson (1899–1966) – Jill's Gymkhana, A Stable for Jill, Jill's Pony Trek
- Chitra Fernando (1935–1998) – Glass Bangles, The Adventures of Senerat Bandara, Bempi Appu
- Eugene Field (1850–1895) – Wynken, Blynken, and Nod
- Sarah Fielding (1710–1768) – The Governess, or The Little Female Academy
- Anne Fine (născut în 1947) – The Tulip Touch, Madame Doubtfire, Flour Babies
- Martha Finley (1828–1909) – Elsie Dinsmore  - serie, Mildred Keith  - serie
- Aileen Fisher (1906–2002) – We Alcotts, I Heard a Bluebird Sing
- Catherine Fisher (născut în 1957) – The Snow-Walker, The Book of the Crow, The Oracle, Corbenic
- John D. Fitzgerald (1906–1988) – The Great Brain  - serie
- Louise Fitzhugh (1928–1974) – Harriet the Spy, Nobody's Family Is Going to Change
- Marjorie Flack (1897–1958) – The Story of Ping, Angus and the Ducks
- John Flanagan (născut în 1944) – Ranger's Apprentice  - serie
- Paul Fleischman (născut în 1952) – Bull Run, Joyful Noise: Poems for Two Voices
- Sid Fleischman (1920–2010) – The Whipping Boy, By The Great Horn Spoon!
- Ian Fleming (1908–1964) – Chitty Chitty Bang Bang
- Esther Forbes (1891–1967) – Johnny Tremain
- Antonia Forest (1915–2003) – Autumn Term, Falconer's Lure and other Marlow Family books
- Elena Fortún (1886–1952) – Celia, lo que dice, Celia en el colegio
- Helen Fox (născut în 1962) – Eager  - serie
- Anne Frank (1929–1945) – The Diary of a Young Girl
- Barbara C. Freeman (1906–1999) – Two-Thumb Thomas, Timi, the Tale of a Griffin
- Pamela Freeman (născut în 1960) – The Willow Tree's Daughter, The Black Dress, Cherryblossom and the Golden Bear
- Jackie French (născut în 1953) – Hitler's Daughter, Diary of a Wombat, Pete the Sheep, School for Heroes
- Frieda Friedman (născut în 1905) – Dot for Short, Pat and Her Policeman, Carol from the Country
- Cornelia Funke (născut în 1958) – The Thief Lord, Inkheart - trilogie
- Sandy Fussell (născut în 1960) – Samurai Kids  - serie, Polar Boy
- Rose Fyleman (1877–1957) – Fairies and Chimneys, The Fairy Green, The Dolls' House
- Fynn (pseudonim of Sydney Hopkins, născut în 1919) – Mister God, This Is Anna

## G

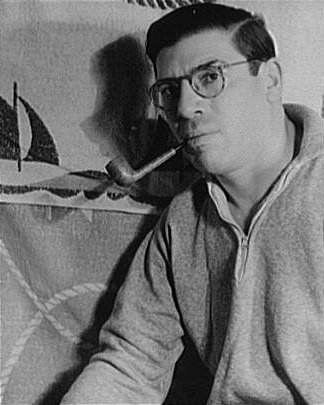
Paul Gallico

- Jostein Gaarder (născut în 1952) – Sophie's World, The Christmas Mystery
- Arkady Gaidar (1904–1941) – Timur and His Squad
- Neil Gaiman (născut în 1960) – Coraline, The Graveyard Book
- Paul Gallico (1897–1976) – The Snow Goose, Manxmouse, Jennie, The Day the Guinea-Pig Talked
- Sally Gardner – The Countess's Calamity, I, Coriander, The Red Necklace
- Leon Garfield (1921–1996) – Devil-in-the-Fog, Smith, The God Beneath the Sea, John Diamond
- Howard R. Garis (1873–1962) – Uncle Wiggily Longears  - serie
- Emil Gârleanu, Din lumea celor care nu cuvântă
- Alan Garner (născut în 1934) – The Owl Service, The Weirdstone of Brisingamen, The Moon of Gomrath, Elidor, Red Shift, The Stone Book Quartet
- Eve Garnett (1900–1991) – The Family from One End Street
- Doris Gates (1901–1987) – Blue Willow
- Margaret Gatty (1809–1873) – Parables from Nature, Aunt Judy's Tales
- Jamila Gavin (născut în 1941) – Coram Boy, Grandpa Chatterji
- Béatrice Lalinon Gbado (născut în 1984) – Beautiful Debo, Bovi  - serie, Kaïvi  - serie
- Anna Genover-Mas (născut în 1963) – The Grumpy Gardener
- Jean Craighead George (1919–2012) – My Side of the Mountain, Julie of the Wolves
- Jessica Day George (născut în 1976) – Princess of the Midnight Ball, Dragon Slippers
- Adèle Geras (născut în 1944) – Apricots at Midnight, The Girls in the Velvet Frame, The Fabulous Fantoras
- Charles "Father Goose" Ghigna (născut în 1946) – Mice Are Nice, Riddle Rhymes, A Fury of Motion: Poems for Boys
- Patricia Reilly Giff (născut în 1935) – The Polk Street School  - serie, Lily's Crossing, Pictures of Hollis Woods, Eleven, Storyteller
- Fred Gipson (1908–1973) – Old Yeller
- Debi Gliori (născut în 1959) – Pure Dead  - serie, Mr Bear  - serie, Witch Baby  - serie, The Tobermory Cat, What's the Time, Mr Wolf?
- Rumer Godden (1907–1998) – The Doll's House, The Mousewife, The Diddakoi
- Glenda Goertzen (născut în 1967) – The Prairie Dogs, City Dogs
- John Henry Goldfrap (1879–1917) – The Ocean Wireless Boys, The Boy Aviators, The Dreadnought Boys
- Julia Golding (născut în 1969) – The Diamond of Drury Lane, Secret of the Sirens
- Oliver Goldsmith (1730–1774) – The History of Little Goody Two-Shoes
- Maxim Gorky, Copilăria
- René Goscinny, Micuțul Nicolas (cu Jean-Jacques Sempé)[10]
- Elizabeth Goudge (1900–1984) – The Little White Horse, Linnets and Valerians
- Candy Gourlay (născut în 1962) – Tall Story, Shine, Bone Talk
- Harry Graham (1874–1936) – Ruthless Rhymes for Heartless Homes
- Kenneth Grahame (1859–1932) – The Wind in the Willows
- Hardie Gramatky (1907–1979) – Little Toot
- Mary Grannan (1900–1975) – Just Mary, Maggie Muggins
- John Grant (1930–2014) – Little Nose stories
- Nicholas Stuart Gray (1922–1981) – Grimbold's Other World, The Seventh Swan
- John Green (născut în 1977) – Looking for Alaska, An Abundance of Katherines, Paper Towns, The Fault in Our Stars, Will Grayson, Will Grayson , Let It Snow
- Roger Lancelyn Green (1918–1987) – King Arthur and His Knights of the Round Table, The Luck of Troy
- Kate Greenaway (1846–1901) – Under the Window
- Graham Greene (1904–1991) – The Little Train, The Little Fire Engine, The Little Horse Bus, The Little Steamroller
- James Greenwood (1832–1929) – The True History of a Little Ragamuffin
- Kristiana Gregory (născut în 1951) – Earthquake at Dawn, The Stowaway, Jenny of the Tetons
- Andy Griffiths (născut în 1961) – The Bad Book, Just Tricking, The 13-Storey Treehouse, Treasure Fever!
- Frații Grimm (Jacob Grimm, 1785–1863  Wilhelm Grimm, 1786–1859) – Albă ca zăpada, Croitorașul cel viteaz, Cenușăreasa, Scufița roșie; Hansel și Gretel
- Maria Gripe (1923–2007) – Hugo and Josephine, In the Time of the Bells, Elvis and His Secret
- John Grisham (născut în 1955) – Theodore Boone: Kid Lawyer  - serie
- Annie Groovie (născut în 1970) – Léon  - serie
- Johnny Gruelle (1880–1938) – Raggedy Ann  - serie
- Dan Gutman (născut în 1955) – The Million Dollar Shot, Baseball Card Adventures, My Weird School  - serie
- Bethan Gwanas (născut în 1962) – Llinyn Trôns, Sgôr

## H

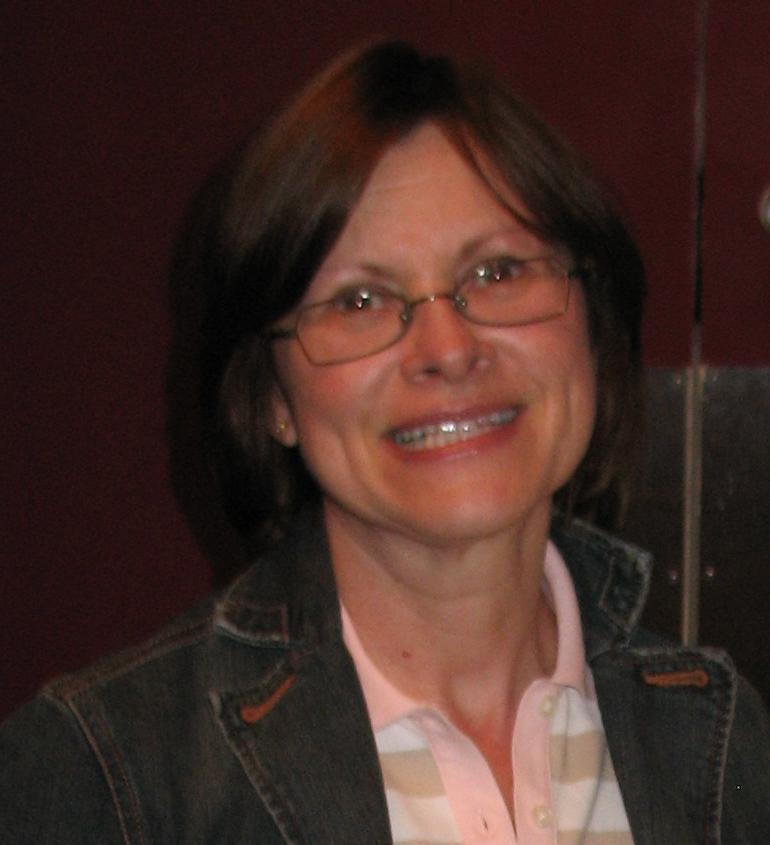
Barbara Haworth-Attard

- Maria Hack (1777–1844) – Winter Evenings, Harry Beaufoy, or, The Pupil of Nature
- Margaret Peterson Haddix (născut în 1964) – Shadow Children  - serie
- Mark Haddon (născut în 1962) – The Curious Incident of the Dog in the Night-Time, Agent Z  - serie
- Maša Haľamová (1908-1995) - Svrček a mravci, O sýkorke z kokosového domčeka[11]
- Virginia Hamilton (1936–2002) – M. C. Higgins the Great
- Leif Hamre (1914–2007) – Otter Three Two Calling, Contact Lost, Blue Two ... Bale Out
- H. Irving Hancock (c. 1866–1922) – High School Boys  - serie, West Point  - serie, Young Engineers  - serie
- Frances Hardinge: (născut în 1973) – Fly by Night, The Lie Tree
- Roger Hargreaves (1935–1988) – Mr. Men  - serie, Little Miss  - serie
- Cynthia Harnett (1893–1981) – The Wool-Pack, The Load of Unicorn, The Writing on the Hearth
- Amanda Bartlett Harris (1824–1917) – author and literary critic
- Joel Chandler Harris (1845–1908) – Uncle Remus
- Rosemary Harris (1923–2019) – The Moon in the Cloud, A Quest for Orion, Zed
- Edith Ogden Harrison (1862–1955) – Prince Silverwings, The Star Fairies
- Lisi Harrison (născut în 1970) – The Clique  - serie, Alpha  - serie, Monster High books
- Peter Härtling (1933–2017) – Oma, de⁠(Ben liebt Anna)[liebt Anna&page=Ben+liebt+Anna&targettitle=de traduceți], de⁠(Krücke)[traduceți]
- Sonya Hartnett (născut în 1968) – The Silver Donkey, The Children of the King
- Marlen Haushofer (1920-1970) - Schlimm sein ist auch kein Vergnügen[12]
- Juanita Havill (născut în 1949) – Jamaica  - serie, Eyes Like Willy's
- Charles Hawes (1889–1923) – The Dark Frigate, The Great Quest
- Barbara Haworth-Attard (născut în 1953) –  TruthSinger, To Stand on My Own, A Trail of Broken Dreams
- Carolyn Haywood (1898–1990) – Betsy  - serie, Eddie  - serie
- Helen Haywood (1907-1995) – Peter Tiggywig  - serie
- Carol Hedges – Jigsaw, Spy Girl  - serie
- Florence Parry Heide (1919–2011) – The Shrinking of Treehorn
- Robert A. Heinlein (1907–1988)  – Rocket Ship Galileo, Have Space Suit—Will Travel
- Racey Helps (1913–1970) – Barnaby Littlemouse  - serie
- Zenna Henderson (1917–1983) – Ingathering: The Complete People Stories
- Marguerite Henry (1902–1997) – King of the Wind, Misty of Chincoteague
- G. A. Henty (1832–1902) – Out on the Pampas, The Young Buglers, The Cat of Bubastes, With Lee in Virginia, Beric the Briton
- James Herriot (1916–1995) – All Creatures Great and Small, James Herriot's Treasury for Children
- Karen Hesse (născut în 1952) – Out of the Dust, The Music of Dolphins
- Carl Hiaasen (născut în 1953) – Hoot
- Clifford B. Hicks (1920–2010) – First Boy on the Moon, The Marvelous Inventions of Alvin Fernald
- E. W. Hildick (1925–2001) – Jack McGurk mysteries, Jim Starling  - serie
- Lorna Hill (1902–1991) – A Dream of Sadler's Wells
- Nigel Hinton (născut în 1941) – Buddy, Beaver Towers
- S. E. Hinton (născut în 1948) – The Outsiders, That Was Then, This Is Now, Rumble Fish
- Russell Hoban (1925–2011) – The Mouse and His Child
- Will Hobbs (născut în 1947) – Bearstone,  Beardream, Ghost Canoe, Go Big or Go Home
- Michael Hoeye (născut în 1947) – Hermux Tantamoq  - serie
- E. T. A. Hoffmann (1776–1822) – The Nutcracker and the Mouse King
- Mary Hoffman (născut în 1945) – Stravaganza  - serie, Amazing Grace
- Barbara Hofland (1770–1844) – The Son of a Genius, The Blind Farmer and His Children, The Young Crusoe
- Christophe Honoré (născut în 1970) – Tout contre Léo
- Laura Lee Hope (Stratemeyer house pseudonim din 1904) – Bobbsey Twins  - serie
- Anthony Horowitz (născut în 1956) – Alex Rider  - serie, The Diamond Brothers  - serie, The Gatekeepers  - serie
- Hasan Hourani (1974–2003) – Hassan Everywhere
- Janni Howker – The Nature of the Beast, Badger on the Barge
- Carol Hughes (născut în 1955) – Jack Black and the Ship of Thieves, Dirty Magic, The Princess and the Unicorn
- Ted Hughes (1938–1998) – The Iron Man
- Thomas Hughes (1822–1896) – Tom Brown's School Days
- John Hulme (născut în 1970) – The Seems  - serie
- Robert Humphrey (născut în 1947) – The Christmas Poodle  - serie
- Irene Hunt (1907–2001) – Up a Road Slowly, The Lottery Rose
- Erin Hunter (pseudonim din 2003) – seria Pisicile războinice - 1. În inima pădurii
- Norman Hunter (1899–1995) – Professor Branestawm  - serie
- Emily Huws (născut în 1942) – Cyfres Corryn: Chwannen, Lol neu Lwc?

## I
- Eva Ibbotson (1925–2010) – Which Witch?, The Secret of Platform 13, Journey to the River Sea
- Theodor Illek (născut în 1984) – The Golden Key
- Jean Ingelow (1820–1897) – Mopsa the Fairy
- Mick Inkpen (născut în 1962) – Kipper the Dog  - serie, Wibbly Pig  - serie
- Washington Irving (1783–1859) – short stories "The Legend of Sleepy Hollow", "Rip Van Winkle"
- Koji Ishikawa (născut în 1963) – Colorful Animals Hide and Seek  - serie
- Petre Ispirescu  (1830 — 1887) - Legende sau basmele românilor, Greuceanu

## J

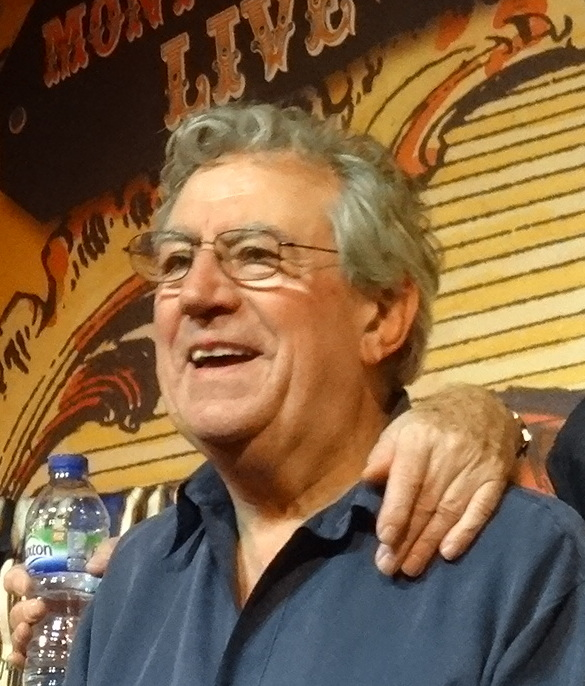
Terry Jones

- Joseph Jacobs (1854–1916) – English Fairy Tales, Celtic Fairy Tales, European Folk and Fairy Tales
- Brian Jacques (1939–2011) – Redwall  - serie, Castaways of the Flying Dutchman
- Grace James – John and Mary  - serie, Green Willow and Other Japanese Fairy Tales
- James Janeway (1636–1674) – A Token for Children
- Éva Janikovszky (1926–2003) – If I Were a Grown-Up, Who Does This Kid Take After?
- Tove Jansson (1914–2001) – Moomin  - serie
- Richard Jefferies (1848–1887) – Wood Magic, Bevis
- Paul Jennings (născut în 1943) – Unreal!, Undone!, Unbelievable!, The Paw Thing, The Gizmo, Wicked  - serie
- W. E. Johns (1893–1968) – Biggles  - serie
- Annie Fellows Johnston (1863–1931) – The Little Colonel, Miss Santa Claus of the Pullman
- Diana Wynne Jones (1934–2011) – Chrestomanci  - serie, Howl's Moving Castle, Dogsbody
- Lara Jones (1975–2010) – Poppy Cat  - serie
- Marcia Thornton Jones (născut în 1958) – The Adventures of the Bailey School Kids  - serie, Ghostville Elementary  - serie
- T. Llew Jones (1915–2009) – Trysor Plas y wernen, Anturiaethau Twm Siôn Cati: Y Ffordd Beryglus
- Terry Jones (1942–2020) – Fairy Tales, The Saga of Erik the Viking, Squire  - serie
- Jacqueline Jules (născut în 1956) – Zapato Power  - serie, Unite or Die: How Thirteen States Became a Nation
- Norton Juster (născut în 1929) – The Phantom Tollbooth, The Hello, Goodbye Window
- May Justus (1898–1989) – Gabby Gaffer, Luck for Little Lihu, New Boy in School

## K

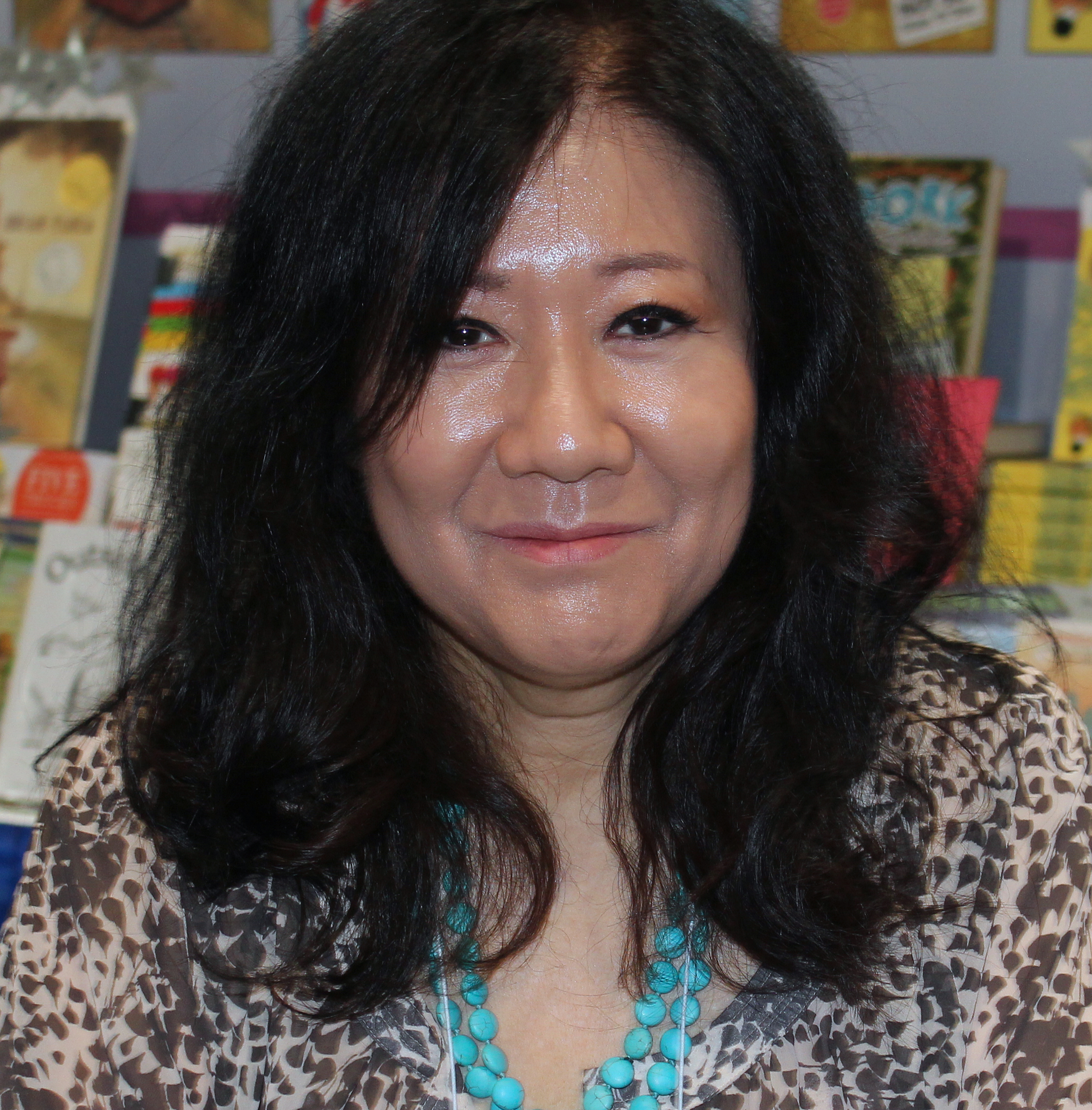
Cynthia Kadohata

- Cynthia Kadohata (născut în 1956) – Kira-Kira, Weedflower, The Thing About Luck
- Eiko Kadono (născut în 1935) – Kiki's Delivery Service
- Joan Kahn (1914–1994) – Ladies and Gentlemen, said the Ringmaster, Seesaw, You Can't Catch Me
- Maira Kalman (născut în 1949) – Fireboat, Max Stravinsky: Poet-Dog  - serie
- Ulrich Karger (născut în 1957) – The Scary Sleepover
- Jan Karon (născut în 1937) – Miss Fannie's Hat
- Erich Kästner (1899–1974) – Emil and the Detectives, Lottie and Lisa, The Flying Classroom
- Elizabeth Kay (născut în 1949) – The Divide - trilogie
- Annie Keary (1825–1879) – Heroes of Asgard
- Ezra Jack Keats (1916–1983) – The Snowy Day, Whistle for Willie, Goggles!
- Carolyn Keene (Stratemeyer house pseudonim din 1930) – Nancy Drew mystery  - serie
- Charles Keeping (1924–1988) – Charley, Charlotte and the Golden Canary
- Harold Keith (1903–1998) – Rifles for Watie
- Eric P. Kelly (1884–1960) – The Trumpeter of Krakow
- Gene Kemp (1926–2015) – The Turbulent Term of Tyke Tiler, The Pride of Tamworth Pig
- Louise Andrews Kent (1886–1969) – He Went with Marco Polo, He Went with Hannibal, Two Children of Tyre
- Judith Kerr (1923–2019) – When Hitler Stole Pink Rabbit, The Tiger Who Came To Tea
- P. B. Kerr (născut în 1956) – Children of the Lamp  - serie
- Alexander Key (1904–1979) – Escape to Witch Mountain, The Forgotten Door, The Case of the Vanishing Boy
- Dorothy Kilner (1755–1836) – The Life and Perambulation of a Mouse
- Garry Kilworth (născut în 1941) – The Welkin Weasels  - serie, Knights of Liöfwende  - serie, Attica
- Clive King (1924–2018) – Stig of the Dump
- Dick King-Smith (1922–2011) – The Sheep-Pig, The Queen's Nose
- Charles Kingsley (1819–1875) – The Water Babies, The Heroes
- Jeff Kinney (născut în 1971) – Diary of a Wimpy Kid  - serie
- Rudyard Kipling (1865–1936) – Just So Stories, Cartea Junglei, Puck of Pook's Hill
- Jim Kjelgaard (1910–1959) – Kalak of the Ice, Fire-Hunter, The Spell of the White Sturgeon, Wolf Brother
- Marzia Kjellberg
- Jon Klassen (născut în 1981) – This Is Not My Hat
- Annette Curtis Klause (născut în 1953) – Blood and Chocolate
- Anne Knight (1792–1860) – School-Room Lyrics, Mary Gray
- E. L. Konigsburg (1930–2013) – From the Mixed Up Files of Mrs. Basil E. Frankweiler, The Second Mrs. Giaconda, The View from Saturday
- Robin Koontz (născut în 1954) – In a Cabin in a Wood, Leaps and Creeps: How Animals Move to Survive
- Janusz Korczak (1878–1942) – King Matt the First, Kaytek the Wizard
- Conor Kostick (născut în 1964) – Epic, Saga, Edda, Move, The Book of Curses, The Book of Wishes
- Erik P. Kraft – Chocolatina, Lenny and Mel  - serie, Miracle Wimp
- Ruth Krauss (1901–1993) – The Carrot Seed
- Adrienne Kress – Alex and the Ironic Gentleman, Timothy and the Dragon's Gate
- Uma Krishnaswami (născut în 1956) – Naming Maya, Monsoon
- Kristín Helga Gunnarsdóttir (născut în 1963) – Fiasol  - serie
- Joseph Krumgold (1908–1980) – ...And Now Miguel, Onion John
- Jane Kurtz (născut în 1952) – River Friendly River Wild, Water Hole Waiting

## L

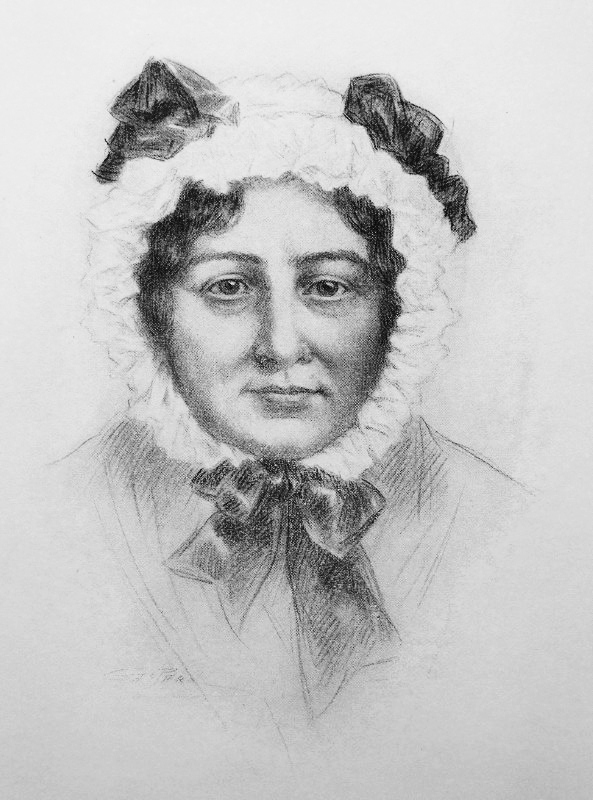
Mary Lamb

- Selma Lagerlöf (1858–1940) – Minunata călătorie a lui Nils Holgersson
- Elizabeth Laird (născut în 1943) – The Garbage King, Crusade
- Charles Lamb (1775–1834) and Mary Lamb (1764–1847) – Tales from Shakespeare
- Derek Landy (născut în 1974) – Skulduggery Pleasant  - serie
- Andrew Lang (1844–1912) – The Blue Fairy Book, The Red Fairy Book, The Red Romance Book
- Noel Langley (1911–1980) – The Land of Green Ginger
- Katherine Langrish – Troll Fell, Troll Mill, Troll Blood
- Jane Langton (1922–2018) – The Hall Family Chronicles  - serie
- Jennifer Lanthier (născut în 1964) – The Mystery of the Martello Tower, The Stamp Collector
- Kirby Larson – The Magic Kerchief, Hattie Big Sky
- Kathryn Lasky (născut în 1944) – Guardians of Ga'hoole  - serie, The Night Journey
- Dorothy P. Lathrop (1891–1980) – The Fairy Circus, The Dog in the Tapestry Garden
- Caroline Lawrence (născut în 1954) – The Roman Mysteries
- Michael Lawrence (născut în 1943) – The Snottle and other Jiggy McCue books, Young Dracula, The Aldous Lexicon
- Robert Lawson (1892–1957) – Rabbit Hill, Ben and Me, They Were Strong and Good
- Ervin Lázár (1936–2006) – The Seven Headed Fairy, The Little Boy and the Lions, The Square Round Wood
- Ursula K. Le Guin (1929–2018) – Earthsea  - serie, Very Far Away from Anywhere Else, Catwings  - serie, Annals of the Western Shore  - serie
- Munro Leaf (1905–1976) – The Story of Ferdinand
- Edward Lear (1812–1888) – "The Owl and the Pussycat", A Book of Nonsense
- Dennis Lee (născut în 1939) – Alligator Pie
- Harper Lee (1926–2016) – To Kill a Mockingbird
- Robert Leeson (1928–2013) – The Third Class Genie, It's My Life
- Madeleine L'Engle (1918–2007) – A Wrinkle in Time, Meet the Austins
- Lois Gladys Leppard (1924–2008) – Mandie  - serie
- Peter Lerangis (născut în 1955) – Seven Wonders  - serie, The Sword Thief and The Viper's Nest in The 39 Clues collaborative  - serie, Spy X  - serie, Abracadabra  - serie
- Helen Lester (născut în 1936) – Tacky the Penguin
- Gail Carson Levine (născut în 1947) – Ella Enchanted, The Two Princesses of Bamarre, Fairest, Dave at Night, The Wish
- Ted Lewin (născut în 1935) – Peppe the Lamplighter
- C. S. Lewis (1898–1963) – Cronicile din Narnia  - serie (Nepotul magicianului)
- Hilda Lewis (1896–1974) – The Ship That Flew, The Gentle Falcon
- J. Patrick Lewis (născut în 1942) – A Hippopotamusn't, Swan Song, The House
- J. S. Lewis (născut în 1972) – Grey Griffins
- Naomi Lewis (1911–2009) – English translations of the works of Hans Christian Andersen
- Grace Lin (născut în 1974) – Where the Mountain Meets the Moon, The Year of the Dog
- Anne Lindbergh (1940–1993) – The People of Pineapple Place, The Worry Week, Nick of Time
- Astrid Lindgren (1907–2002) – Pippi Șosețica, Ronja rövardotter
- Eva Lindström (născut în 1952) – The Cat Hat, Olli och Mo, My Dog Mouse
- Eric Linklater (1899–1974) – The Wind on the Moon, The Pirates in the Deep Green Sea
- Leo Lionni (1910–1999) – Inch by Inch, Swimmy, Frederick, Alexander and the Wind-Up Mouse
- Jean Little (născut în 1932) – Mine for Keeps, From Anna, Orphan at My Door
- Penelope Lively (născut în 1933) – The Ghost of Thomas Kempe, A Stitch in Time
- Monteiro Lobato (1882–1948) – Sítio do Picapau Amarelo  - serie
- Hugh Lofting (1886–1947) – Doctor Dolittle  - serie
- Jack London (1876–1916) – Chemarea străbunilor, Colț Alb
- Lois Lowry (născut în 1937) – Numără stelele: o poveste din Copenhaga, The Giver, Anastasia Krupnik  - serie
- Nina Lugovskaya (1918–1993) – The Diary of a Soviet Schoolgirl, 1932–1937
- Janet Lunn (1928–2017) – The Root Cellar, The Hollow Tree
- Patricia Lynch (c. 1894–1972) – The Turf-Cutter's Donkey, Brogeen  - serie
- Elinor Lyon (1921–2008) – The House in Hiding, Carver's Journey, Run Away Home

## M

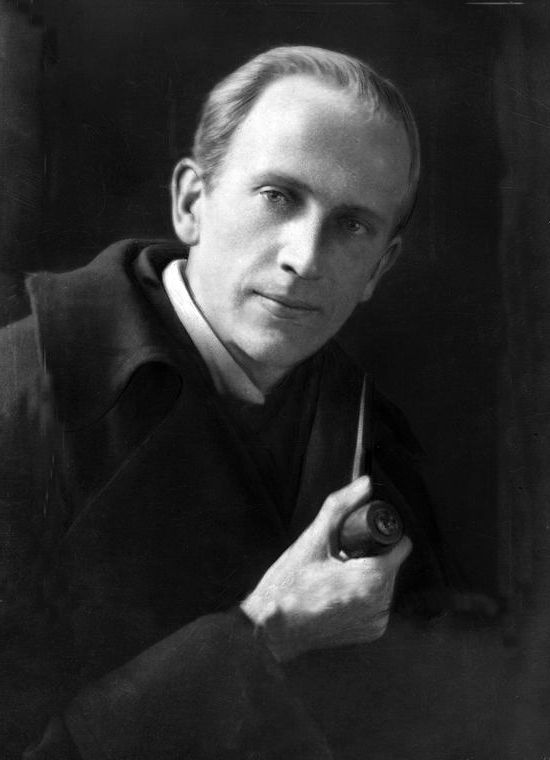
A. A. Milne

- Amy MacDonald (născut în 1951) – Little Beaver and the Echo, Rachel Fister's Blister
- Betty MacDonald (1908–1958) – Mrs. Piggle-Wiggle  - serie
- George MacDonald (1824–1905) – At the Back of the North Wind,  The Princess and the Goblin
- Ellen MacGregor (1906–1954) – Miss Pickerell  - serie
- Reginald James MacGregor – The Young Detectives
- D. J. MacHale (născut în 1955) – The Pendragon Adventure
- Sandra Magsamen (născut în 1959) – The Gift
- Margaret Mahy (1936–2012) – The Haunting, The Changeover, Maddigan's Fantasia, Memory
- Hector Malot (1830–1907) – Nobody's Boy (Sans Famille)
- Clare Mallory (1913–1991) – Merry Begins, Juliet Overseas, The League of the Smallest
- Laura Mancinelli (1933-2016) - Amadé
- Ruth Manning-Sanders (1888–1988) – A Book of Dragons and other anthologies of fairy tales from around the world (A Book of ...  - serie)
- Alicia Catherine Mant (1788–1869), children's writer

- Emilia Marryat (c. 1835–1875) – Amongst the Maoris
- Frederick Marryat (1792–1848) – The Children of the New Forest
- John Marsden (născut în 1950) – Tomorrow  - serie
- Katherine Marsh (născut în 1974) – The Night Tourist, Jepp, Who Defied the Stars
- James Edward Marshall (1942–1992), as James Marshall and/or Edward Marshall – Fox in Love, Fox and His Friends, Fox on Wheels
- Ann M. Martin (născut în 1955) – The Babysitters Club  - serie
- Emily Winfield Martin – Dream Animals, Oddfellow's Orphanage
- J. P. Martin (1880–1966) – Uncle  - serie
- Cissy van Marxveldt (1889–1948) – Joop ter Heul  - serie
- John Masefield (1878–1967) – The Midnight Folk, The Box of Delights
- Cotton Mather (1663–1728) – A Token for the Children of New England
- André Maurois (1885–1967) – Fattypuffs and Thinifers
- Mercer Mayer (născut în 1943) – Little Critter  - serie, Little Monster  - serie
- James Mayhew (născut în 1964) – Miranda the Explorer, Ella Bella Ballerina, The Knight Who Took All Day
- William Mayne (1928–2010) – A Swarm in May (Choir School  - serie), A Grass Rope, Earthfasts, Low Tide

- Geraldine McCaughrean (născut în 1951) – Peter Pan in Scarlet, A Pack of Lies
- Robert McCloskey (1914–2003) – Make Way for Ducklings, Time of Wonder, Blueberries for Sal
- Eloise McGraw (1915–2000) – The Golden Goblet, The Moorchild, The Rundelstone of Oz
- Lauren Lynn McGraw – Merry Go Round in Oz
- Sharon E. McKay (născut în 1954) – Charlie Wilcox, Our Canadian Girl: Penelope  - serie
- David McKee (născut în 1935) – Toucan Two Can
- Robin McKinley (născut în 1952) – The Hero and the Crown, The Blue Sword, Spindle's End
- Patricia McKissack (1944–2017) – Christmas in the Big House, Christmas in the Quarters, Never Forgotten
- Colin McNaughton (născut în 1951) – Captain Abdul's Pirate School
- Janet McNeill (1907–1994) – My Friend Specs McCann, The Battle of St. George Without
- Karen McQuestion – Celia and the Fairies, Edgewood
- Geoffrey McSkimming (născut în 1962) – Cairo Jim  - serie
- L. T. Meade (1854–1914) – A World of Girls
- Stephen W. Meader (1892–1977) – Boy with a Pack
- Milton Meltzer (1915–2009) – The Black Americans, The American Revolutionaries, Mark Twain Himself
- Jean Merrill (1923–2012) – The Pushcart War
- Laurence Meynell (1899–1989) – The Old Gang
- Richard Michelson (născut în 1953) – Animals That Ought to Be: Poems about Imaginary Pets, Across the Alley
- Katherine Milhous (1894–1977) – The Egg Tree
- Olive Beaupre Miller (1883–1968) – My Book House'  - serie
- A. A. Milne (1882–1956) – Ursulețul Winnie Puh, The House at Pooh Corner, When We Were Very Young
- Elyne Mitchell (1913–2002) – Silver Brumby  - serie
- Alexandru Mitru (1914-1989) Legendele Olimpului, Din marile legende ale lumii
- Ingvar Moe (1936–1993) – Dei må ikkje skyta Garm (They Musn't Shoot Garm)
- Walter Moers (născut în 1957) – The 13½ Lives of Captain Bluebear
- John Mole (născut în 1941) – "Variations on an old Rhyme"
- Chris Monroe (născut în 1962) – Monkey with a Tool Belt, Sneaky Sheep
- Lucy Maud Montgomery (1874–1942) – Anne of Green Gables  - serie, Emily of New Moon
- Susanna Moodie (1803–1885) – The Little Quaker, The Sailor Brother
- Clement Clarke Moore (1779–1863) – "A Visit From St. Nicholas"
- Pat Mora (născut în 1942) – Pablo's Tree, A Library for Juana, Confetti, Doña Flor, A Birthday Basket for Tia
- Yuyi Morales (născut în 1968) – Niño Wrestles the World, Viva Frida, Little Night
- Lorin Morgan-Richards (născut în 1975) – A Boy născut în from Mold and Other Delectable Morsels, The Goodbye Family
- John A. Moroso (1874–1957) – Nobody's Buddy
- Michael Morpurgo (născut în 1943) – Why the Whales Came, The Wreck of the Zanzibar, Private Peaceful
- Farley Mowat (1921–2014) – Lost in the Barrens, Owls in the Family
- Robert Muchamore (născut în 1972) – CHERUB  - serie, Henderson's Boys  - serie
- Brandon Mull (născut în 1974) – Fablehaven  - serie
- Robert Munsch (născut în 1945) – Love You Forever, The Paper Bag Princess
- Jill Murphy (născut în 1949) – The Worst Witch, The Last Noo-Noo
- Andrew Murray (născut în 1970) – Ghost Rescue
- Susan Musgrave (născut în 1951) – Gullband, Dreams Are More Real Than Bathtubs

## N

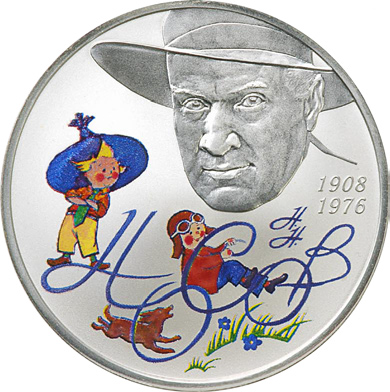
Nikolay Nosov

- Beverley Naidoo (născut în 1943) – Journey to Jo'berg, The Other Side of Truth
- Gellu Naum, Cartea cu Apolodor
- Violet Needham (1876–1967) – The Black Riders, The Stormy Petrel, The Woods of Windri
- Constantin Negruzzi, Negru pe alb
- John R. Neill (1877–1943) – The Wonder City of Oz, The Scalawagons of Oz, Lucky Bucky in Oz
- Marilyn Nelson (născut în 1946) – A Wreath for Emmett Till, Snook Alone, Ostrich and Lark
- Božena Němcová (1820–1862) – Slovak Fairy Tales and Legends, The Grandmother
- Edith Nesbit (1858–1924) – The Story of the Treasure Seekers (Bastable  - serie), The Railway Children, Five Children and It, The Phoenix and the Carpet, The Story of the Amulet
- Patrick Ness (născut în 1971) – Chaos Walking - trilogie, A Monster Calls, More Than This
- John Newbery (1713–1767) – A Little Pretty Pocket-Book, intended for the Amusement of Little Master Tommy and Pretty Miss Polly with Two Letters from Jack the Giant Killer
- Sally Nicholls (născut în 1983) – Ways to Live Forever, Season of Secrets, Things a Bright Girl Can Do
- Jenny Nimmo (născut în 1944[?]) – The Snow Spider - trilogie, Children of the Red King (Charlie Bone)  - serie
- Garth Nix (născut în 1963) – The Old Kingdom (Abhorsen)  - serie, The Keys to the Kingdom  - serie, The Seventh Tower  - serie
- Joan Lowery Nixon (1927–2003) – Colonial Williamsburg  - serie, Orphan Train  - serie
- Andrew Norriss (născut în 1947) – Aquila, The Unluckiest Boy in the World
- Grace May North (1876–1960) – Bobs, a Girl Detective, Meg of Mystery Mountain, Sisters, the Adele Doring  - serie
- Jessica Nelson North (1891–1988) – The Giant Shoe
- Viorica Nicoară - Libelula albastră, Fata de lut, Povești din nucul meu, Cetatea cu șapte turnuri[13]
- Sterling North (1906–1974) – Rascal, The Wolfing
- Carol Norton – pen name under which certain works of Grace May North (1876–1960) were reprinted
- Mary Norton (1903–1992) – The Borrowers  - serie, Bedknob and Broomstick
- Nikolay Nosov (1908–1976) – The Adventures of Dunno and his Friends
- Christine Nöstlinger (1936–2018) – Fly Away Home
- Alfred Noyes (1880–1958) – The Secret of Pooduck Island, Daddy Fell into the Pond and Other Poems for Children
- Sevinj Nurugizi (născut în 1964) – Kite

## O
- Graham Oakley (născut în 1929) – The Church Mice  - serie, Magical Changes
- Robert C. O'Brien (1918–1973) – Mrs. Frisby and the Rats of NIMH, Z for Zachariah
- Jane O'Connor  (născut în 1947) – Fancy Nancy  - serie
- Scott O'Dell (1898–1989) – Island of the Blue Dolphins, The King's Fifth, The Black Pearl
- Charles Ogden (Star Farm Productions pseudonim din 2003) – Edgar & Ellen  - serie
- Ian Ogilvy (născut în 1943) – Measle and the Wrathmonk, Measle and the Dragodon
- Jenny Oldfield (născut în 1949) – My Magical Pony, Home Farm Twins, Horses of Half-Moon Ranch  - serie
- Sibylle von Olfers (1881–1916) – The Root Children, Little Princess in the Wood
- Carola Oman (1897–1978) – Ferry the Fearless
- Kenneth Oppel (născut în 1967) – Silverwing  - serie, Airborn
- Uri Orlev (născut în 1931) – The Island on Bird Street
- Mary Pope Osborne (născut în 1949) – Magic Tree House  - serie
- Pat O'Shea (1931–2007) – The Hounds of the Morrigan
- Elsie J. Oxenham (1880–1960) – Abbey  - serie

## P

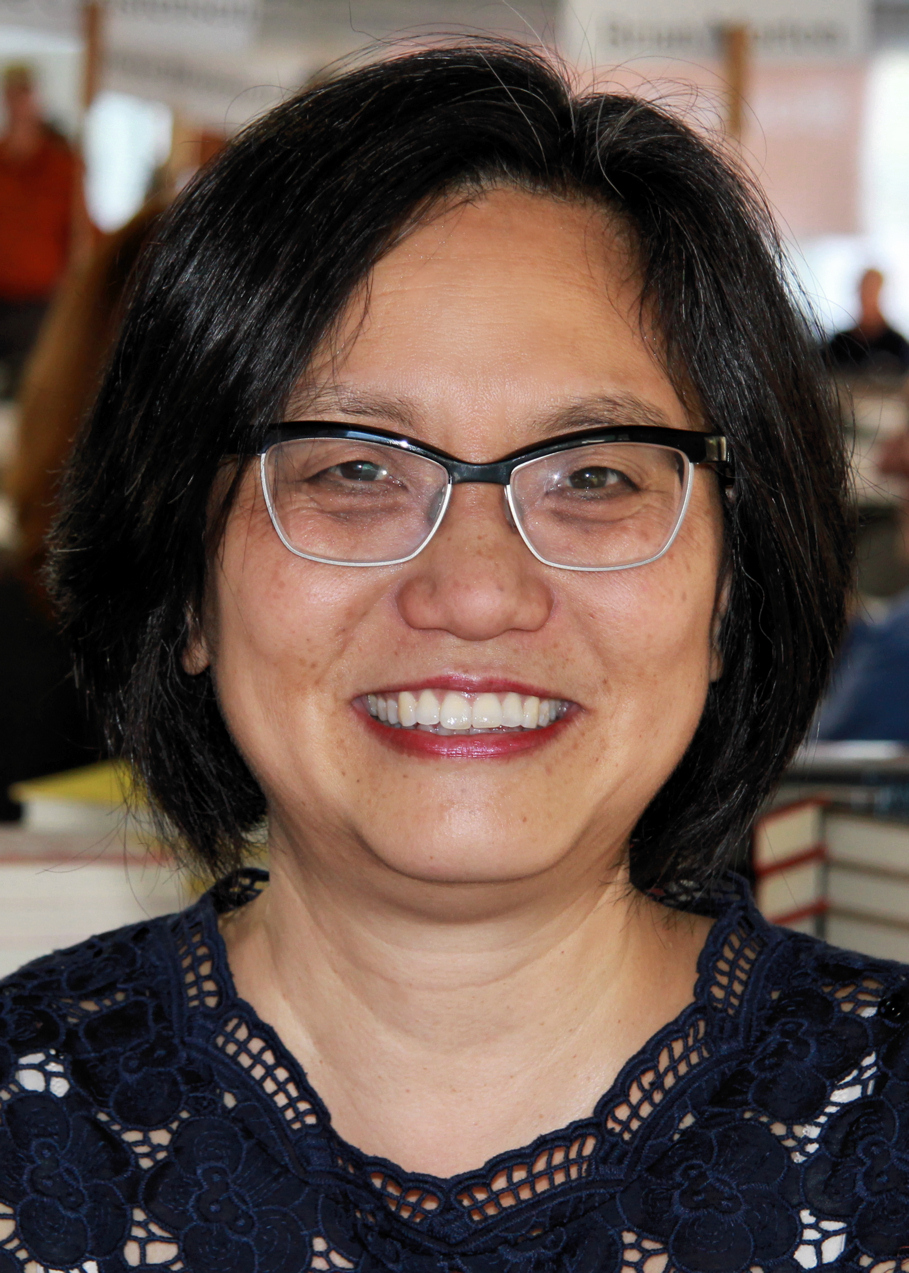
Linda Sue Park

- Bernard Palmer (1914–1998) – Danny Orlis  - serie, Felicia Cartwright  - serie
- Christopher Paolini (născut în 1983) – Inheritance Cycle
- Peggy Parish (1927–1988) & Herman Parish – Amelia Bedelia  - serie
- Barbara Park (1947–2013) – Skinnybones, Junie B. Jones  - serie
- Linda Sue Park (născut în 1960) – A Single Shard
- Peter Parnall (născut în 1936) – Winter Barn, Apple Tree, Woodpile
- Anne Parrish (1888–1957) – The Dream Coach, Floating Island, The Story of Appleby Capple
- Claudia Partole
- Katherine Paterson (născut în 1932) – The Master Puppeteer, Bridge to Terabithia, The Great Gilly Hopkins, Jacob Have I Loved
- Jill Paton Walsh (născut în 1937) – Gaffer Samson's Luck, The Emperor's Winding Sheet
- James Patterson (născut în 1947) – Maximum Ride  - serie, The Dangerous Days of Daniel X
- Gary Paulsen (născut în 1939) – Toporișca,[14] The Time Hackers
- Michelle Paver (născut în 1960) – Chronicles of Ancient Darkness  - serie
- Philippa Pearce (1920–2006) – Tom's Midnight Garden
- Kit Pearson (născut în 1947) – The Sky Is Falling, Awake and Dreaming
- Ridley Pearson (născut în 1953) – Peter and the Starcatchers  - serie, The Kingdom Keepers  - serie
- Howard Pease (1894–1974) – Secret Cargo, Highroad to Adventure, Bound for Singapore
- Dale Peck (născut în 1967) – Drift House  - serie
- Ethel Pedley (1859–1898) – Dot and the Kangaroo
- Mary Louise Peebles, a.k.a. Lynde Palmer (1833–1915) – The Magnet Stories
- Bill Peet (1915–2002) – The Wump World, Hubert's Hair-Raising Adventure
- Daniel Pennac (născut în 1944) – The Eye of the Wolf
- Ethel Penrose (1857–1938) – Clear as the Noon Day
- Lucy Fitch Perkins (1865–1937) – Twins  - serie
- Lynne Rae Perkins (născut în 1956) – Criss Cross, All Alone in the Universe
- Charles Perrault (1628–1703) – Tales of Mother Goose, Little Red Riding Hood
- K. M. Peyton (născut în 1929) – Flambards, Fly-by-Night, Prove Yourself a Hero, Blind Beauty
- Rodman Philbrick (născut în 1951) – Freak The Mighty, Max the Mighty, The Last Book in the Universe, The Fire Pony
- Joan Phipson (1912–2003) – The Boundary Riders, The Family Conspiracy, Polly's Tiger
- Tamora Pierce (născut în 1954) – Tortall  - serie, Circle of Magic  - serie
- Clara D. Pierson (1868–1952) – "Among the People"  - serie
- Christopher Pike (născut în 1955) – Spooksville  - serie
- Dav Pilkey (născut în 1966) – Captain Underpants  - serie
- Elizabeth Pinchard (fl. 1791–1820) – The Blind Child, or, Anecdotes of the Wyndham Family, The Two Cousins
- Daniel Pinkwater (născut în 1941) – The Big Orange Splot, The Hoboken Chicken Emergency
- Saviour Pirotta (născut în 1958) – The Orchard Book of First Greek Myths
- Annabel Pitcher (născut în 1982) – My Sister Lives on the Mantelpiece, Ketchup Clouds
- Sarah Pitt (fl. 1881–1900)
- Kin Platt (1911–2003) – Big Max  - serie, The Blue Man
- Peter Pohl (născut în 1940) – Johnny, My Friend
- Josephine Pollard (1834–1892) – The Brave Little Tailor, The Life of Washington, A Child's History of America: Told in One-Syllable Words, Bible Stories for Children
- Eleanor H. Porter (1868–1920) – Pollyanna
- Tracey Porter – Billy Creekmore
- Beatrix Potter (1866–1943) – The Tale of Peter Rabbit, The Tailor of Gloucester
- Ellen Potter (născut în c. 1960) – Olivia Kidney  - serie
- Rhoda Power (1890–1957) – Redcap Runs Away
- Terry Pratchett (1948–2015) – The Nome - trilogie, Johnny Maxwell  - serie, The Amazing Maurice and his Educated Rodents, Tiffany Aching  - serie
- Otfried Preußler (1923–2013) – Der Räuber Hotzenplotz (Tâlharul Hoț-Ploț), Krabat
- Willard Price (1887–1983) – Amazon Adventure, Adventure  - serie
- Elise Primavera (născut în 1955) – The Secret Order of the Gumm Street Girls
- Alison Prince (1931–2019) – My Royal Story
- Josephine, Diana, and Christine Pullein-Thompson (născut în 1924–25) – Six Ponies, I Wanted a Pony, We Rode to the Sea
- Philip Pullman (născut în 1946) – His Dark Materials - trilogie, Clockwork, The Firework-Maker's Daughter
- Howard Pyle (1853–1911) – Otto of the Silver Hand, The Merry Adventures of Robin Hood, Men of Iron

## R

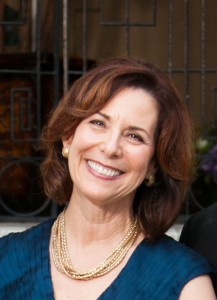
Pam Muñoz Ryan

- Gwynedd Rae (1892–1977) – Mary Plain  - serie
- Janette Rallison (născut în 1966) – Fame, Glory, and Other Things on My To Do List
- María Cristina Ramos (născut în 1952) – La luna lleva un silencio, El trasluz
- Arthur Ransome (1884–1967) – Swallows and Amazons  - serie
- Ellen Raskin (1928–1984) – The Westing Game, Figgs & Phantoms
- Marjorie Rawlings (1896–1953) – The Yearling, The Secret River
- Wilson Rawls (1913–1984) – Where the Red Fern Grows, Summer of the Monkeys
- Sukumar Ray (1887–1923) – HaJaBaRaLa, Abol Tabol, Pagla Dashu
- Talbot Baines Reed (1852–1893) – The Fifth Form at St. Dominic's
- W. Maxwell Reed (1871–1962) – The Earth for Sam, The Stars for Sam
- Celia Rees (născut în 1949) – The Bailey Game, Witch Child, Pirates!
- David Rees (1936–1993) – The Exeter Blitz, The Flying Island
- Gwyneth Rees (născut în 1968) – The Mum Hunt, Fairy Dust  - serie, Mermaid Magic
- Philip Reeve (născut în 1966) – Buster Bayliss, Mașinării infernale, Larklight
- Meta Mayne Reid (1905–1991) – Beyond the Wide World's End
- Thomas Mayne Reid (1818–1883) – The Boy Hunters, The Young Voyageurs, The Boy Tar
- Kathryn Reiss (născut în 1957) – Time Windows, Paint by Magic, Sweet Miss Honeywell's Revenge
- Jules Renard, Morcoveață
- Adam Rex (născut în 1973) – The True Meaning of Smekday, Cold Cereal, Fat Vampire, Frankenstein Makes a Sandwich
- H. A. Rey (1898–1977) și  Margret Rey (1906–1996) – Curiosul George  - serie, Pretzel
- Lou Rhodes – The Phlunk, The Phlunk's Worldwide Symphony
- Frank Richards (1876–1961) – Greyfriars School , povestiri cu Billy Bunter
- Justin Richards (născut în 1961) – The Invisible Detective  - serie
- Laura E. Richards (1850–1943) – Captain January, Tirra Lirra, Eletelephony
- Chris Riddell (născut în 1962) – The Edge Chronicles, Barnaby Grimes
- E. V. Rieu (1887–1972) – The Flattered Flying Fish and Other Poems
- Rick Riordan (născut în 1964) – Percy Jackson și Olimpienii, The Heroes of Olympus, The Kane Chronicles, The Maze of Bones, Hoțul fulgerului[15]
- Jamie Rix (născut în 1958) – Alistair Fury  - serie, Grizzly Tales for Gruesome Kids  - serie
- Keith Robertson (1914–1991) – Henry Reed  - serie
- Hilary Robinson (născut în 1962) – Mixed Up Fairy Tales, The Princess's Secret Letters
- Joan G. Robinson (1910–1988) – Teddy Robinson  - serie, When Marnie Was There
- Gary D. Robson (născut în 1958) – Who Pooped?  - serie
- Gianni Rodari (1920–1980) – Telephone Tales (Favole al telefono), Tales Told by a Machine (Novelle fatte a macchina)
- Emily Rodda (născut în 1948) – Fairy Realm  - serie, Rowan of Rin  - serie, Deltora Quest  - serie
- Don Roff (născut în 1966) – Scary Stories
- Malcolm Rose (născut în 1953) – Traces  - serie, Lawless and Tilley  - serie
- Simon Rose (născut în 1961) – The Alchemist's Portrait, The Sorcerer's Letterbox, The Clone Conspiracy, The Emerald Curse,The Heretic's Tomb
- Michael Rosen (născut în 1946) – Sad Book, Fantastically Funny Stories, Quick, Let's Get Out of Here, We're Going on a Bear Hunt
- Amy Krouse Rosenthal – Duck! Rabbit!
- Meg Rosoff (născut în 1956) – How I Live Now, Just In Case,There Is No Dog, Picture Me Gone
- Diana Ross (1910–2000) – The Little Red Engine  - serie
- Miriam Roth (1910–2005) – A Tale of Five Balloons
- Veronica Roth (născut în 1988) – Divergent, Insurgent, Allegiant
- J. K. Rowling (născut în 1965) – Harry Potter  - serie
- Hemendra Kumar Roy (1888–1963) – Bimal-Kumar  - serie
- Ron Roy (născut în 1940) – A to Z Mysteries, Capital Mysteries
- Gillian Rubinstein (născut în 1942) – Space Demons, Galax-Arena
- Katherine Rundell (născut în 1987) – The Girl Savage, Rooftoppers
- Salman Rushdie (născut în 1947) – Haroun and the Sea of Stories
- Rachel Renee Russell (născut în 1959) – Dork Diaries
- An Rutgers van der Loeff (1910–1990) – Children on the Oregon Trail, Avalanche!
- Chris Ryan (născut în 1961) – Alpha Force  - serie
- Pam Muñoz Ryan (născut în 1951) – Esperanza Rising, Becoming Naomi León
- Cynthia Rylant (născut în 1954) – Missing May, Henry and Mudge  - serie, Poppleton  - serie

## S

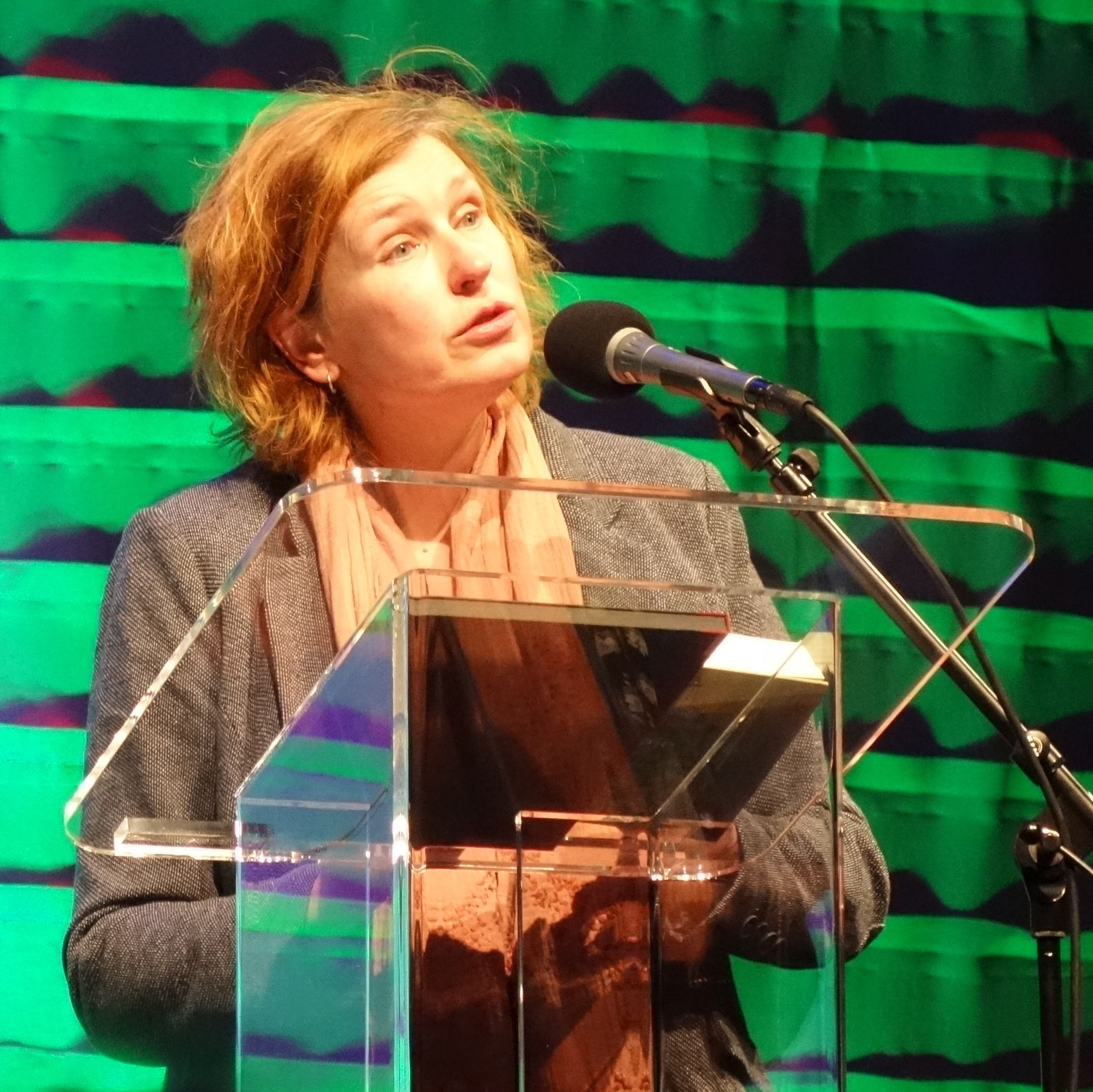
Annet Schaap

- Louis Sachar (născut în 1954) – Sideways Stories From Wayside School  - serie, Holes
- Angie Sage (născut în 1952) – Septimus Heap  - serie
- Antoine de Saint-Exupéry (1900–1944) – Micul prinț
- Emilio Salgari (1862–1911) – The Tigers of Mompracem, The Black Corsair
- Carl Sandburg (1878–1967) – Rootabaga Stories
- Brandon Sanderson (născut în 1975) – Alcatraz Versus the Evil Librarians
- Margaret Marshall Saunders (1861–1947) – Beautiful Joe
- Constance Savery (1897–1999) – Enemy Brothers
- Malcolm Saville (1901–1982) – Lone Pine Club  - serie
- Ruth Sawyer (1880–1970) – Roller Skates
- Allen Say (născut în 1937) – Grandfather's Journey, The Ink-Keeper's Apprentice
- Kurtis Scaletta – Mudville, Mamba Point, The Tanglewood Terror
- Richard Scarry (1919–1994) – Busytown  - serie
- Annet Schaap (născut în 1965) – Lampje
- Pam Scheunemann (născut în 1955) – Overdue Kangaroo, Ape Cape, The Crane Loves Grain
- Jon Scieszka (născut în 1954) – The Time Warp Trio, The True Story of the 3 Little Pigs!, Science Verse
- Miriam Schlein (1926–2004) – The Year of the Panda, I, Tut, The Way Mothers Are
- Mark Schlichting (născut în 1948) – Harry and the Haunted House
- Laura Amy Schlitz (născut în 1955) – Good Masters! Sweet Ladies! Voices from a Medieval Village
- Christoph von Schmid (1768–1854) – The Basket of Flowers, Easter Eggs
- Annie M. G. Schmidt (1911–1995) – Jip and Janneke, Abeltje,  Pluk van de Petteflet
- Alvin Schwartz (1927–1992) – Scary Stories to Tell in the Dark
- Michael Scott (născut în 1959) – The Secrets of the Immortal Nicholas Flamel  - serie
- Will Scott (1893–1964) – The Cherrys  - serie
- Laura Vaccaro Seeger – First the Egg, Green
- Countess of Ségur (1799–1874) – Sophie's Misfortunes, Good Little Girls, Monsieur Cadichon: Memoirs of a Donkey
- Tor Seidler (născut în 1952) – A Rat's Tale, The Wainscott Weasel, Mean Margaret
- George Selden (1929–1989) – The Cricket in Times Square  - serie
- Maurice Sendak (1928–2012) – Where the Wild Things Are
- Kate Seredy (1896–1975) – The White Stag, The Good Master, The Singing Tree
- Ernest Thompson Seton (1860–1946) – Wild Animals I Have Known, Bannertail, Two Little Savages
- Dr. Seuss (1904–1991) – The Cat in the Hat, Green Eggs and Ham, How the Grinch Stole Christmas!
- David Severn (1918–2010) – Ponies and Poachers, Dream Gold, The Future Took Us
- Anna Sewell (1820–1878) – Black Beauty
- Elizabeth Missing Sewell (1815–1906) – Amy Herbert
- Miranda Seymour (născut în 1948) – Mumtaz the Magical Cat
- Margery Sharp (1905–1991) – The Rescuers
- Mark Shasha (născut în 1961) – Night of the Moonjellies
- Charles Green Shaw (1892–1974) – It Looked Like Spilt Milk
- Mary Shelley (1797–1851) – Maurice, or the Fisher's Cot
- Dorothy Sherrill (1901–1990) – The Story of a Little Gray Mouse
- Mary Martha Sherwood (1775–1851) – The History of Little Henry and his Bearer, The History of the Fairchild Family
- Gary Shipman (născut în 1966) and Rhoda Shipman (născut în 1968) – Pakkins' Land
- Mark Shulman (născut în 1962) – Scrawl, Mom and Dad are Palindromes, Secret Hiding Places
- Yrsa Sigurðardóttir (născut în 1963) – We Want Christmas in July, Biobörn
- Shel Silverstein (1930–1999) – The Giving Tree, Where the Sidewalk Ends
- Francesca Simon (născut în 1955) – Horrid Henry  - serie
- Seymour Simon (născut în 1931) – Einstein Anderson, Science Detective
- Catherine Sinclair (1800–1864) – Holiday House, A Book for the Young
- Lester Basil Sinclair (1894–1974) – Why Cows Moo
- Isaac Bashevis Singer (1902–1991) – Zlateh the Goat and Other Stories, A Day of Pleasure, The Golem

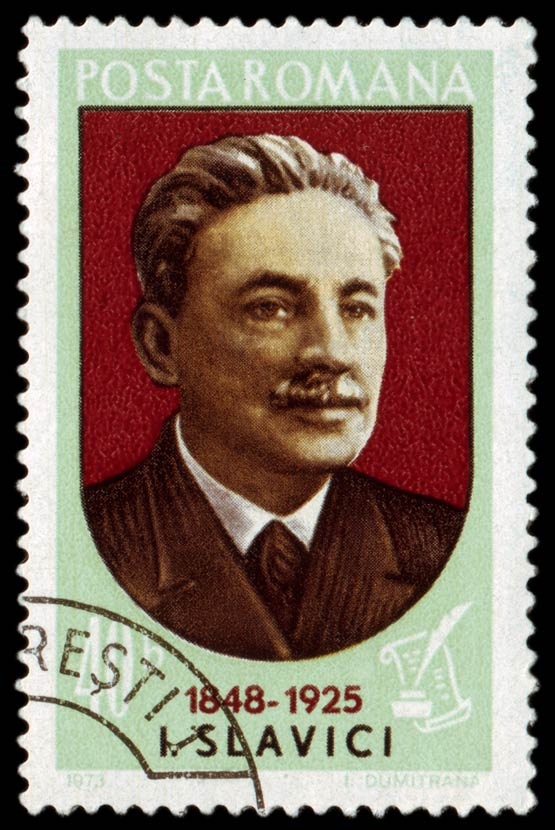
Ioan Slavici

- Marilyn Singer (născut în 1948) – Turtle in July
- Steve Skidmore  (născut în 1960) and Steve Barlow – Outernet  - serie
- Sunčana Škrinjarić
- Obert Skye – Leven Thumps  - serie
- Arthur Slade (născut în 1967) – Dust, The Hunchback Assignments
- Ioan Slavici  (1848–1925) - „Zâna Zorilor”, „Florița din codru”
- William Sleator (1945–2011) – Singularity, Rewind
- Barbara Sleigh (1906–1982) – Carbonel  - serie, Jessamy, No One Must Know, The Snowball
- Dodie Smith (1896–1990) – The Hundred and One Dalmatians
- Edward Wyke Smith (1871–1935) – The Marvellous Land of Snergs
- Georgina Castle Smith (1845–1933) – Froggy's Little Brother
- Roland Smith (născut în 1951) – Thunder Cave, Peak, Cryptid Hunters
- Barbara Smucker (1915–2003) – Underground to Canada, Days of Terror
- Pat Smythe (1928–1996) – Three Jays  - serie, Adventure  - serie
- Caroline Snedeker (1871–1956) – Downright Dencey, The Forgotten Daughter
- Lemony Snicket (născut în 1970) – A  - serie of Unfortunate Events
- Jack Snow (1907–1956) – The Magical Mimics in Oz, The Shaggy Man of Oz
- Laurel Snyder – Up and Down the Scratchy Mountains, Any Which Wall, Penny Dreadful
- Zilpha Keatley Snyder (1927–2014) – The Egypt Game, The Headless Cupid, The Witches of Worm
- Donald J. Sobol (1924–2012) – Encyclopedia Brown  - serie, Two-Minute Mysteries  - serie
- Angela Sommer-Bodenburg (născut în 1948) – The Little Vampire  - serie
- Virginia Sorenson (1912–1991) – Miracles on Maple Hill
- Ivan Southall (1921–2008) – Josh, Ash Road, Hills End, To the Wild Sky, Bread and Honey, Fly West
- Stephen Southwold (1887–1964) – Fiddlededee: A Medley of Stories
- Elizabeth George Speare (1908–1994) – The Witch of Blackbird Pond, The Bronze Bow, The Sign of the Beaver
- Armstrong Sperry (1897–1976) – Call It Courage
- Peter Spier (1927–2017) – Noah's Ark
- Jerry Spinelli (născut în 1941) – Loser, Stargirl, Maniac Magee, Crash, Wringer
- Nancy Springer (născut în 1948) – The Enola Holmes Mysteries, Tales of Rowan Hood
- E. C. Spykman (1896–1965) – A Lemon and a Star, The Wild Angel, Terrible Horrible Edie, Edie on the Warpath
- Johanna Spyri (1827–1901) – Heidi
- Andy Stanton (născut în 1973) – Mr Gum  - serie
- Dugald Steer (născut în 1965) – Ologies  - serie
- William Steig (1907–2003) – Sylvester and the Magic Pebble, Doctor De Soto, Shrek!
- John Steptoe (1950–1989) – Stevie, Mufaro's Beautiful Daughters
- Robin Stevens (născut în 1988) – Murder Most Unladylike
- Robert Louis Stevenson (1850–1894) – A Child's Garden of Verses, Treasure Island, Kidnapped
- Jennifer J. Stewart – If That Breathes Fire, We're Toast!, Close Encounters of a Third World Kind
- Mary Stewart (1916–2014) – The Little Broomstick, Ludo and the Star Horse, A Walk in Wolf Wood
- Paul Stewart (născut în 1955) – The Edge Chronicles, Fergus Crane, Muddle Earth, Barnaby Grimes
- R. L. Stine (născut în 1943) – Goosebumps, Fear Street, The Nightmare Room  - serie
- Frank R. Stockton (1834–1902) – The Lady, or the Tiger?
- Hilda van Stockum (1908–2006) – A Day on Skates, The Winged Watchman
- Margaret Storey – Timothy and the Two Witches, The Stone Sorcerer, Pauline
- Walter Scott Story (1879–1955) – Skinny Harrison Adventurer
- Herbert Strang (1866–1958) – Round the World in Seven Days, King of the Air, Rob the Ranger
- Todd Strasser (născut în 1950) – Help! I'm Trapped...  - serie
- Edward Stratemeyer (1862–1930) – founder of the Stratemeyer Syndicate that produced many  - serie, most famously Rover Boys (by Stratemeyer as Arthur M. Winfield), Bobbsey Twins, Tom Swift, Hardy Boys, and Nancy Drew
- Noel Streatfeild (1895–1986) – Ballet Shoes, The Circus Is Coming, Curtain Up, White Boots, The Painted Garden (US titles Circus Shoes, Theater Shoes, Skating Shoes, Movie Shoes)
- Jakob Streit (1910–2009) – Liputto: Stories of Gnomes and Trolls
- Hesba Stretton (1832–1911) – Jessica's First Prayer
- Agnes Strickland (1796–1874) – Tales from English History for Children, The Rival Crusoes
- Charles S. Strong (1906–1962) – The Hooded Hawk Mystery, The Scarlet Slipper Mystery, Snow King: Herd Dog of Lapland
- Jeremy Strong (născut în 1949) – There's a Viking in My Bed
- Jonathan Stroud (născut în 1970) – The Bartimaeus - trilogie
- Dorothy Margaret Stuart (1889–1963) – The Children's Chronicle, The Young Clavengers
- Jennifer Sullivan (născut în 1945) – The Magic Apostrophe, Gwydion and the Flying Wand
- Deirdre Sullivan, Irish children's writer and poet

- Rosemary Sutcliff (1920–1992) – The Eagle of the Ninth, The Lantern Bearers, The Mark of the Horse Lord, Black Ships Before Troy
- Jón Sveinsson (1857–1944) – Nonni  - serie
- Jonathan Swift (1667–1745) – Gulliver's Travels

## T

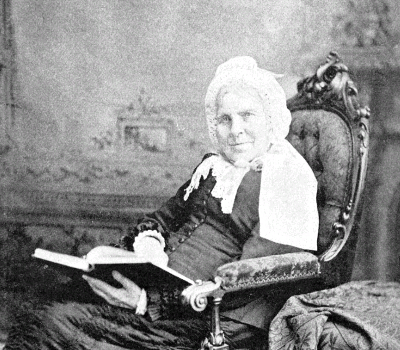
Catharine Parr Traill

- Rajesh Talwar (născut în 1958) – The Three Greens
- Shaun Tan (născut în 1974) – The Red Tree, The Lost Thing, Tales from Outer Suburbia, Rules of Summer
- Kathryn Tanquary – The Night Parade
- Ann Taylor (1782–1866) and Jane Taylor (1783–1824) – Rhymes for the Nursery, Original Poems for Infant Minds, Little Ann and Other Poems
- Ricarda Terschak (1929–2012) - Drei Kinder und ein Dackel (1974)
- Oľga Textorisová
- Colin Thiele (1920–2006) – Storm Boy, Blue Fin, Sun on the Stubble
- Scarlett Thomas (născut în 1972) – Worldquake  - serie
- Kate Thompson (născut în 1956) – Switchers, The New Policeman
- Ruth Plumly Thompson (1891–1976) – The Royal Book of Oz (1921) and twenty subsequent Oz books
- James Thurber (1894–1961) – The Thirteen Clocks, The Wonderful O, Many Moons
- Eve Titus (1905–2002) – Basil of Baker Street  - serie, Anatole  - serie
- Barbara Euphan Todd (1890–1976) – Worzel Gummidge  - serie
- H. E. Todd (1908–1988) – Bobby Brewster  - serie
- J. R. R. Tolkien (1892–1973) – Hobbitul, Scrisorile de Crăciun ale tatălui
- Aleksei Nikolaevici Tolstoi (1883–1945) – Cheița de aur sau Aventurile lui Burattino
- Lev Tolstoi (1828–1910) – Povești clasice și fabule pentru copii
- Theresa Tomlinson (născut în 1946) – The Forestwife, Meet Me by the Steelmen, The Moon Riders
- George Topîrceanu‎ (1886, - 1937)
- Hazel Townson (1928–2010) – The Deathwood Letters, The Speckled Panic, The Invisible Boy
- Catharine Parr Traill (1802–1899) – Canadian Crusoes
- Nigel Tranter (1909–2000) – Spaniard's Isle, Nestor the Monster
- P. L. Travers (1899–1986) – Mary Poppins  - serie
- Mary Treadgold (1910–2005) – We Couldn't Leave Dinah
- Geoffrey Trease (1909–1998) – Cue for Treason, The Hills of Varna
- Henry Treece (1911–1966) – Horned Helmet, The Road to Miklagard, The Children's Crusade
- Sharon Tregenza (născut în 1951) – Tarantula Tide, The Shiver Stone
- Meriol Trevor (1919–2000) – Merlin's Ring, The Other Side of the Moon, The Rose Round, The King of the Castle, The Letzenstein Chronicles
- Radu Tudoran (1910-1992), Toate pânzele sus
- John R. Tunis (1889–1975) – Iron Duke, All American, Keystone Kids, The Kid from Tomkinsville
- Ann Turnbull (născut în 1943) – Pigeon Summer, The Sand Horse, No Shame, No Fear
- Ethel Turner (1872–1958) – Seven Little Australians
- Julian Tuwim (1894–1953) – "The Locomotive" and other poems for children
- Mark Twain (1835–1910) – Aventurile lui Tom Sawyer, Aventurile lui Huckleberry Finn, Prinț și cerșetor

## U
- Tomi Ungerer (1931–2019) – The Mellops  - serie, Moon Man, Flix
- Florence Kate Upton (1873–1922) – The Adventures of Two Dutch Dolls and a Golliwogg
- Anne Ursu – The Cronus Chronicles
- Else Ury (1877–1943) – Nesthäkchen and Her Dolls, Nesthäkchen and the World War
- Eduard Uspensky (1937–2018) – Crocodile Gena and His Friends, Uncle Fedya, His Dog, and His Cat
- Alison Uttley (1884–1976) – Little Grey Rabbit  - serie, A Traveller in Time

## V

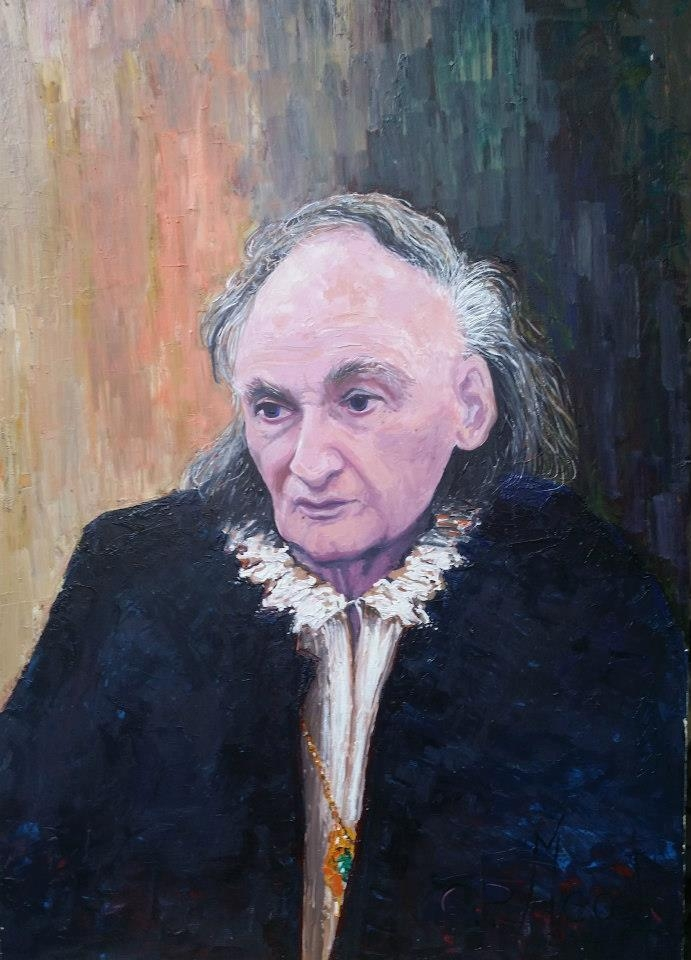
Grigore Vieru

- Rachel Vail (născut în 1966) – Wonder, Do-Over, The Friendship Ring  - serie
- Jenny Valentine – Finding Violet Park, Broken Soup
- Chris Van Allsburg (născut în 1949) – Jumanji, The Polar Express, The Garden of Abdul Gasazi
- Wendelin Van Draanen (născut în 1965) – Sammy Keyes  - serie, Flipped
- Hendrik Willem van Loon (1882–1944) – The Story of Mankind (nonfiction)
- Shreekumar Varma (născut în 1955) – The Royal Rebel
- Jules Verne - Căpitan la cincisprezece ani, Doi ani de vacanță
- Grigore Vieru (1935-2009) - Făt-Frumos curcubeul, Bună ziua, fulgilor!, Trei iezi
- Heiki Vilep (născut în 1960) – The Sounds of Silence, The Monsters of the Closet Door
- Rene Villanueva (1954–2007) – Ang Unang Baboy Sa Langit (The First Pig In Heaven)
- Judith Viorst (născut în 1931) – Alexander and the Terrible, Horrible, No Good, Very Bad Day
- Elfrida Vipont (1902–1992) – The Lark in the Morn, The Lark on the Wing, The Elephant and the Bad Baby
- John Vornholt (născut în 1951) – The Troll King  - serie
- Anne de Vries (1904–1964) – Journey Through the Night
- Seita Vuorela (1971–2015) – The School of Possibilities, Karikko

## W

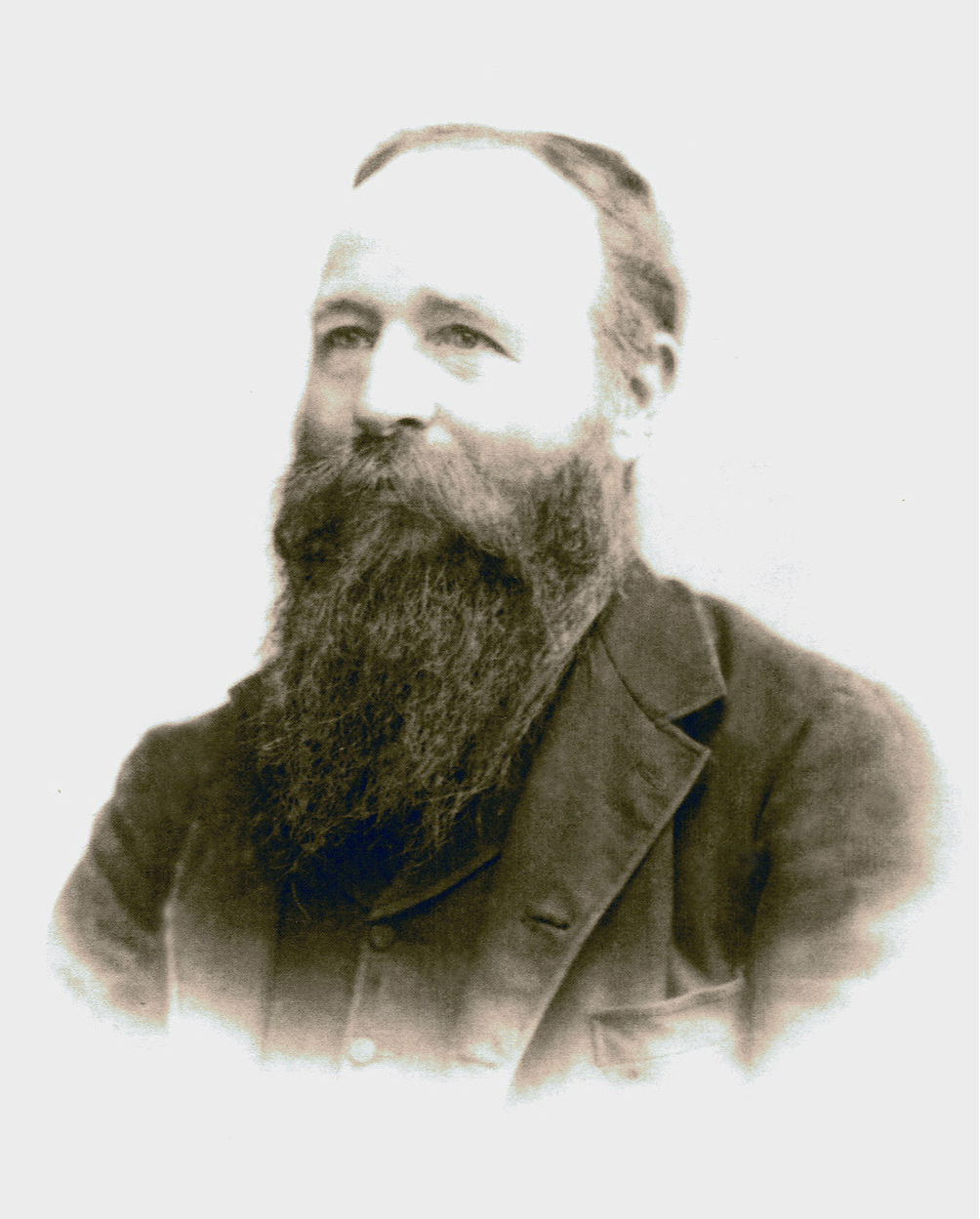
Frank Atha Westbury

- Bernard Waber (1921–2013) – The House on East 88th Street
- Muriel Wace (1881–1968) – Moorland Mousie
- Lea Wait (născut în 1946) – Stopping to Home, Wintering Well
- Judy Waite – Mouse Look Out
- Priscilla Wakefield (1751–1832) – The Juvenile Travellers: Containing the Remarks of A Family During a Tour Through the Principal States and Kingdoms of Europe
- Dorothy Wall (1894–1942) – Blinky Bill
- Ivy Wallace (1915–2006) – Pookie  - serie, The Animal Shelf  - serie
- John Graham Wallace (născut în 1966) – Mr Bumble
- Maria Elena Walsh (1930–2011) – Tutú Marambá
- Vivian Walsh – Olive, the Other Reindeer, Gluey, Penguin Dreams, Mr. Lunch  - serie
- Amy Catherine Walton (Mrs. O. F. Walton, 1849–1939) – Christie's Old Organ
- Jennifer Ward (născut în 1963) – Way Out in the Desert
- Elizabeth Watkin-Jones (1887–1966) – Plant y Mynachdy, Onesimus
- Victor Watson (născut în 1936) – Paradise Barn  - serie
- Marion St John Webb (1888–1930) – Knock Three Times, The Girls of Chequertrees
- Regina Webb (născut în 1980) – Detective Henry Hopper  - serie
- Sadie Rose Weilerstein (1894–1993) – The Adventures of K'tonton
- Ronald Welch (1909–1982) – The Gauntlet, Knight Crusader
- Jacqueline West (născut în 1979) – Dreamers Often Lie, The Books of Elsewhere
- Robert Westall (1929–1993) – The Machine Gunners, Fathom Five, The Scarecrows
- Frank Atha Westbury (1838–1901) – Australian Fairy Tales
- Scott Westerfeld (născut în 1963) – Midnighters - trilogie, Peeps, The Last Days, Uglies  - serie
- John F. C. Westerman (1901–1991) – John Wentley Takes Charge, The Invisible Plane
- Percy F. Westerman (1876–1959) – All Hands to the Boats, Deeds of Pluck and Daring in the Great War
- Carol Weston (născut în 1956) – Melanie Martin  - serie, Ava and Pip
- Michael Wexler  – The Seems  - serie
- Suzanne Weyn (născut în 1955) – The Bar Code Tattoo, Mr. Magorium's Wonder Emporium
- Gloria Whelan (născut în 1923) – Homeless Bird, Angel on the Square, Listening for Lions, Chu Ju's House
- Evelyn Whitaker (1844–1929) – Laddie, Tip Cat
- E. B. White (1899–1985) – Pânza lui Charlotte, Șoricelul familiei, Trompeta lebedei
- T. H. White (1906–1964) – Sabia din stâncă, Mistress Masham's Repose
- Martin Widmark (născut în 1961) – The Whodunit Detective Agency  - serie
- Kate Douglas Wiggin (1856–1923) – Rebecca of Sunnybrook Farm
- Oscar Wilde (1854–1900) – Uriașul cel egoist, Prințul fericit și alte povestiri
- Laura Ingalls Wilder (1867–1957) – Little House on the Prairie and other Little House books
- Geoffrey Willans (1911–1958) – Down with Skool, How to Be Topp
- John Ellis Williams (1924–2008) – Owen the Goat of Snowdon
- Karen Lynn Williams (născut în 1952) – Galimoto
- Maiya Williams (născut în 1962) – The Golden Hour
- Margery Williams (1881–1944) – The Velveteen Rabbit, Poor Cecco, Winterbound
- Ursula Moray Williams (1911–2006) – Adventures of the Little Wooden Horse, Gobbolino the Witch's Cat
- Rita Williams-Garcia (născut în 1957) – One Crazy Summer, P.S. Be Eleven, Gone Crazy in Alabama
- Henry Williamson (1895–1977) – Tarka the Otter
- Jacqueline Wilson (născut în 1945) – Girls in Love, Double Act, The Story of Tracy Beaker, The Illustrated Mum
- Jane Wilson-Howarth (născut în 1954) – Himalayan Kidnap, Chasing the Tiger
- Arthur M. Winfield (Edward Stratemeyer pseudonim from 1899) – Rover Boys  - serie
- Henry Winkler (născut în 1945) – Hank Zipzer  - serie
- Henry Winterfeld (1901–1990) – Trouble at Timpetill, Detectives in Togas, Star Girl
- Elizabeth Winthrop (născut în 1948) – The Castle in the Attic
- Mary Wollstonecraft (1759–1797) – Original Stories from Real Life
- Audrey Wood (născut în 1948) – The Napping House, Moonflute, King Bidgood's in the Bathtub
- Patricia Wrede (născut în 1953) – Enchanted Forest Chronicles  - serie
- Dare Wright (1914–2001) – The Lonely Doll
- Patricia Wrightson (1921–2010) – The Crooked Snake, The Nargun and the Stars
- Eva-Lis Wuorio (1918–1988) – The Island of Fish in the Trees, The Happiness Flower
- Johann David Wyss (1743–1818) – The Swiss Family Robinson

## Y
- Laurence Yep (născut în 1948) – The Golden Mountain Chronicles, Dragon  - serie, Ribbons
- Jane Yolen (născut în 1939) – Owl Moon, Commander Toad  - serie, Pit Dragon  - serie, Wizard's Hall
- E. H. Young (1880–1949) – Caravan Island, River Holiday
- Ed Young (născut în 1931) – Lon Po Po, Seven Blind Mice
- Miriam Young (1913–1974) – Miss Suzy, Jellybeans for Breakfast, A Witch's Garden

## Z
- Zheng Yuanjie (născut în 1955) – King of Fairy Tales
- Paul Zindel (1936–2003) – The Pigman
- Charlotte Zolotow (1915–2013) – Mr. Rabbit and the Lovely Present
- Ovidiu Zotta (1935 - 1996) - "Toți băieții sînt răi, toți băieții sînt buni", "Alexandru cel argintiu"